# Harald Naegeli

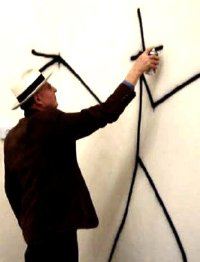
Harald Naegeli beim Sprayen, Foto: Karlheinz Essl, 2006

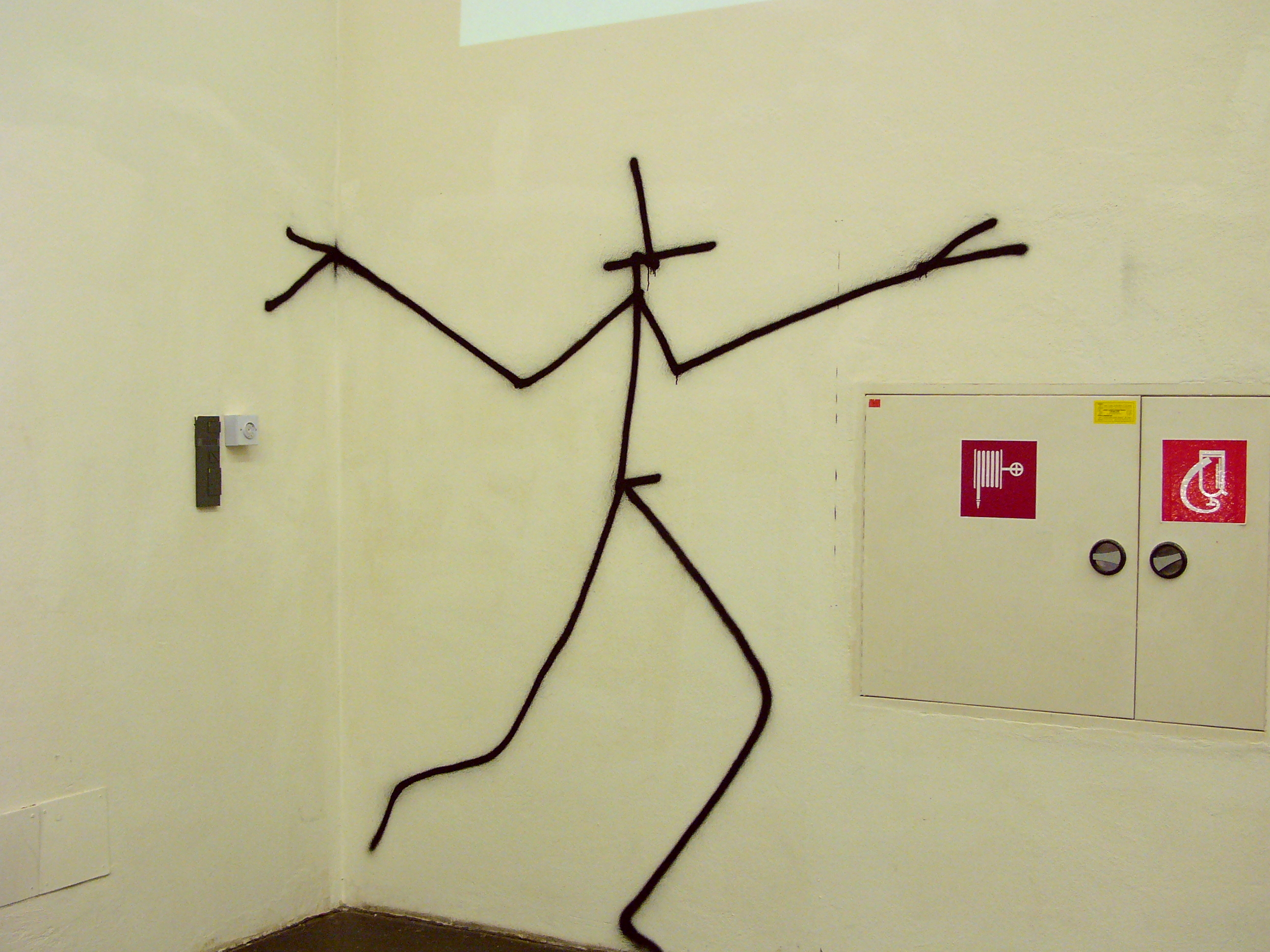
Sprühbild, Graffiti Kongress des IfG, Wien 2006

Harald Oskar Naegeli (* 4. Dezember 1939 in Zürich) ist ein Schweizer Künstler, Zeichner und Grafiker. Ende der 1970er-Jahre begann er, Wände des öffentlichen Raums der Stadt Zürich mit seinen schwarzen, filigranen Strichfiguren illegal zu besprayen. 1984 wurde er wegen Sachbeschädigung verurteilt und musste zur Strafe sechs Monate ins Gefängnis. Naegeli gilt als einer der Wegbereiter europäischer Graffiti- und Streetart-Kultur. Zu seinen wichtigsten Werkgruppen zählen diejenige, die er in der Parkgarage der ETH Zürich realisierte, sowie die Totentanz-Zyklen, die in Köln, Venedig und Zürich entstanden. Als Sprayer von Zürich ist er weltweit bekannt. 2020 zeichnete ihn die Stadt Zürich mit dem Kunstpreis aus.

## Leben und Wirken

### Familie und Ausbildung
Harald Naegeli wurde in Zürich geboren. Seine Mutter, Ragnhild Osjord Naegeli, war eine norwegische Malerin und sein Vater, Hans Naegeli-Osjord (1909–1997), ein Arzt und Parapsychologe aus Zürich. Zu seinen Vorfahren gehört der Mediziner, Heimatforscher und Mundartautor Otto Nägeli.
Im Alter von siebzehn Jahren begann Naegeli seine Ausbildung an der Zürcher Kunstgewerbeschule als wissenschaftlicher Zeichner. Sein Lehrer Karl Schmid (1914–1998) führte den jungen Kunststudenten in die Welt der Dadaisten ein. 1964 verbrachte Naegeli ein Jahr in Paris an der École des Beaux-Arts. Statt dem Unterricht zu folgen, studierte er im Cabinet des Dessins du Louvre Originalzeichnungen von Malern wie Antonio Pisanello und Rembrandt.

### Anfänge und Hintergründe

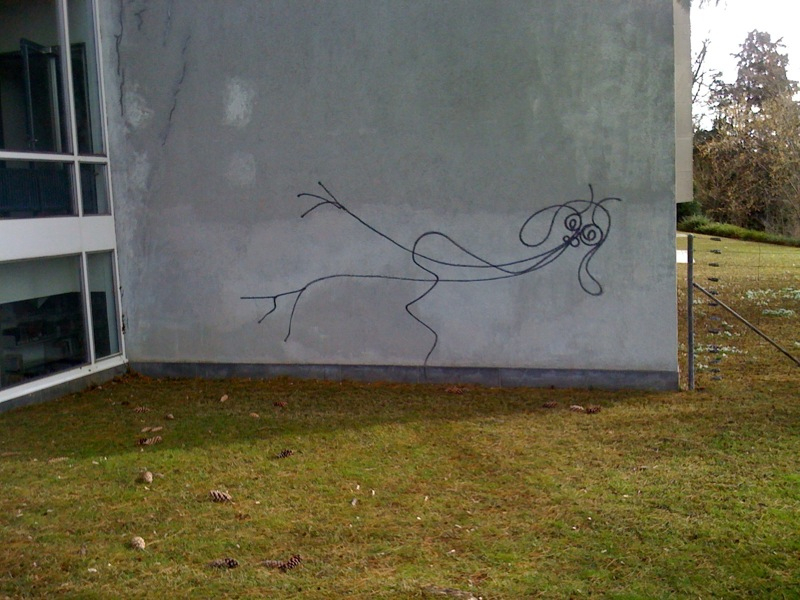
Undine, Schönberggasse 9, Zürich, 1978

Angeregt von der Dada-Bewegung in Zürich setzte sich Harald Naegeli in der Zeit an der Kunstgewerbeschule bis in die 1970er-Jahre mit dem Medium der Collagen auseinander. In seinen frühen Werken sind Einflüsse seiner Vorbilder Hans Arp und Kurt Schwitters zu erkennen. Naegeli besuchte damals regelmässig die Kunsthistorikerin Carola Giedion-Welcker und studierte deren Kunstsammlung, worunter sich Werke von Hans Arp, Kurt Schwitters, Piet Mondrian und Wassili Kandinsky befanden. Carola Giedion-Welcker war eine wichtige Mentorin für Naegeli. 1970 erwarb das Kunsthaus Zürich eine Collage mit dem Titel Die Wespe. Ab 1969/1970 schuf Naegeli minimalistische Schwarz-weiss-Collagen, deren Zeichenhaftigkeit und reduzierte Formensprache berets die späteren Sprayfiguren ankündigen. Mitte der 1970er-Jahre wandte sich Naegeli wieder dem Medium der Zeichnung zu. Er kaufte 500 Skizzenbücher aus China, die damals neu auf den Markt kamen und sehr preiswert waren. Auf Reisen durch die Schweiz füllte Naegeli die Bücher mit Sinneseindrücken aus Natur- und Tierwelt.

### Fotogalerie «Zürcher Sprayfiguren»

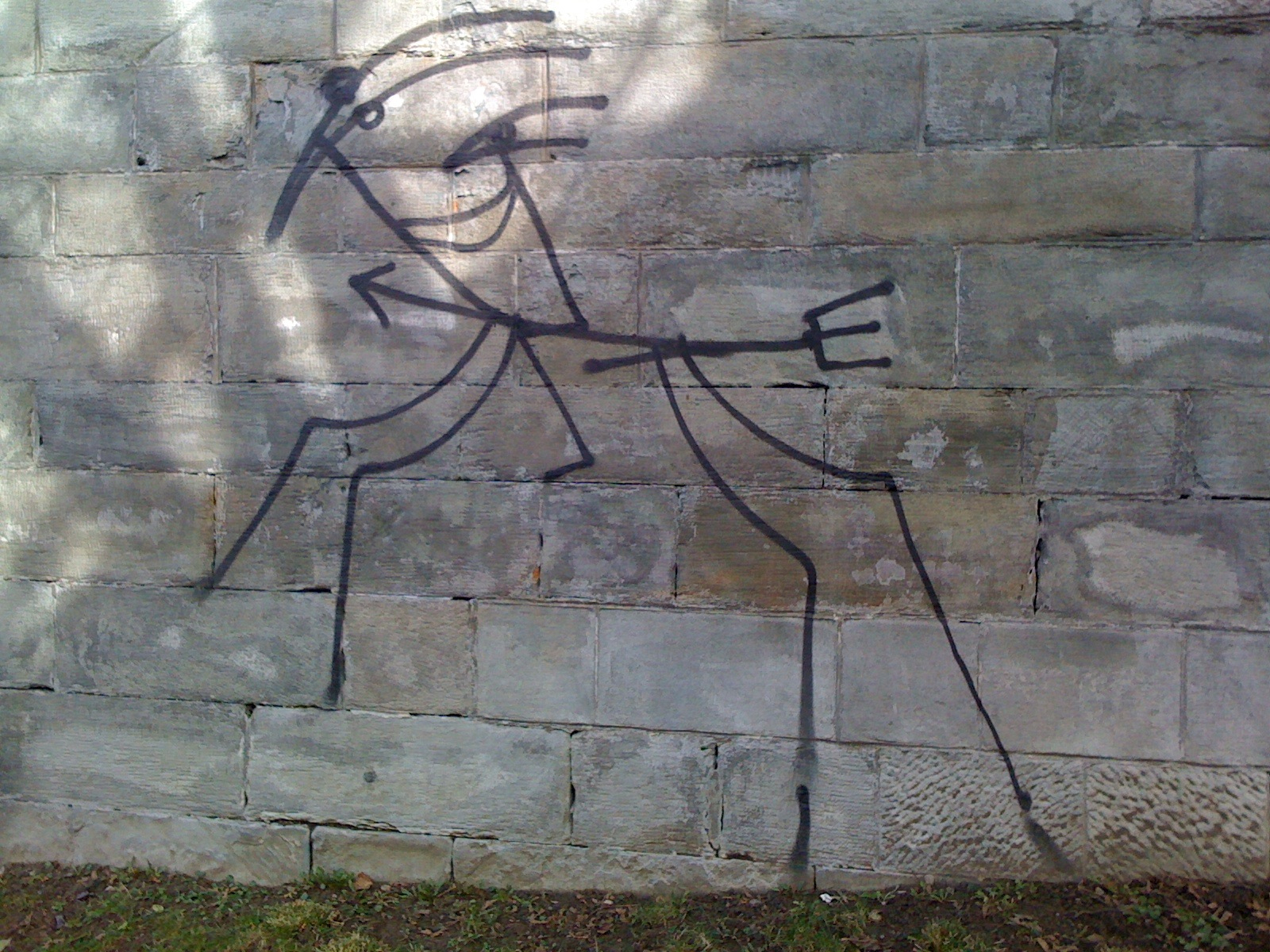
Geissbockreiter, oberhalb des Centrals
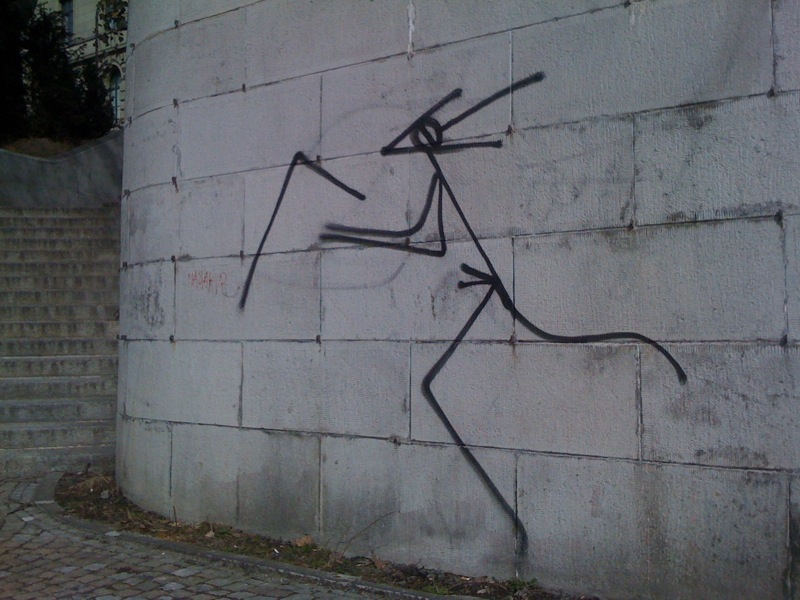
Der Professor mit dem Bumerang, unterhalb ETH/Universität Zürich
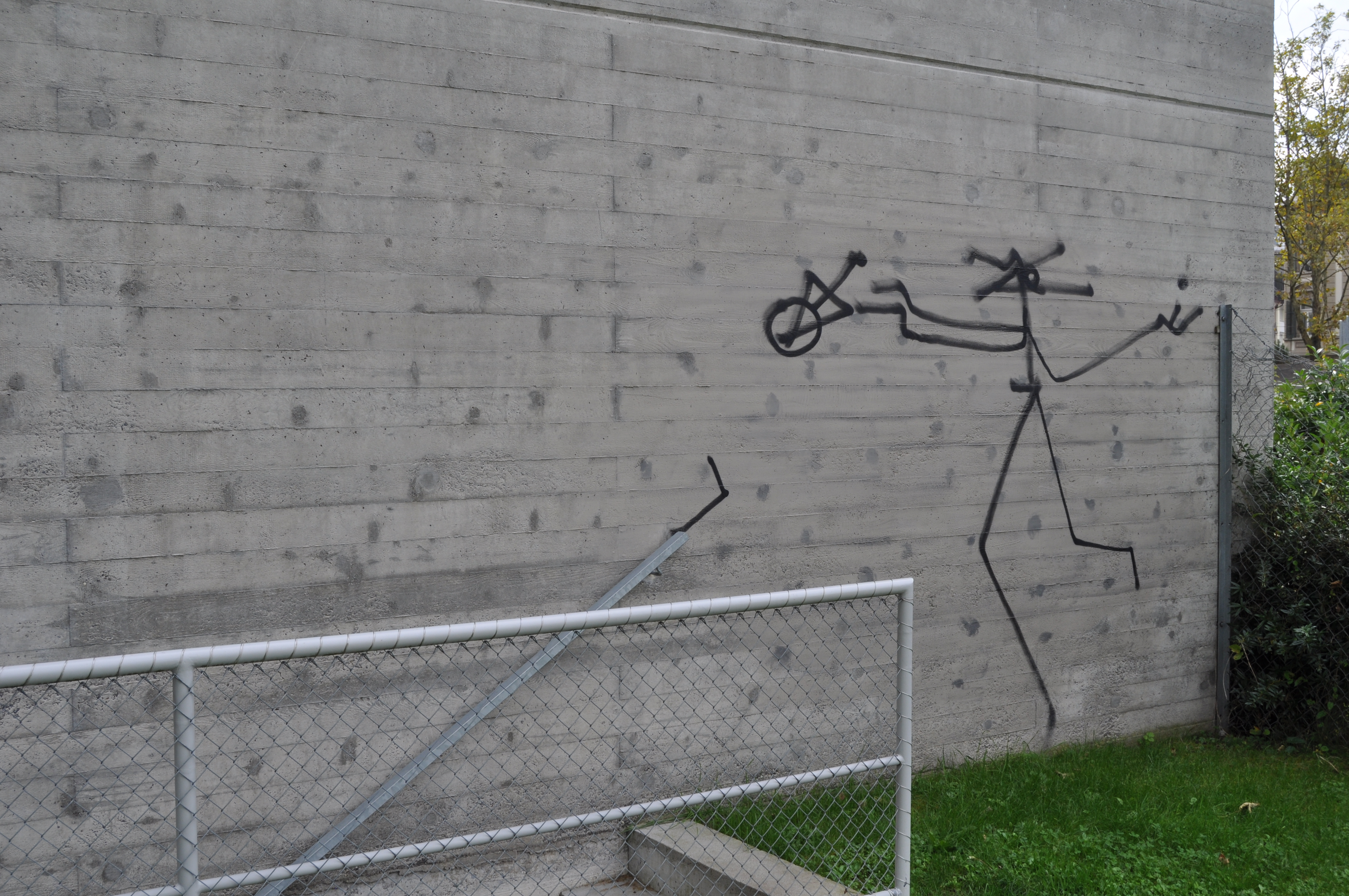
Kirchengemeindehaus Neumünster

### Erste Sprayaktionen in Zürich
Aus «Protest gegen die Unwirtlichkeit der Städte, der Architektur» sprayte Naegeli sowohl auf öffentliche als auch private Wände schwarze Strichfiguren. Er begann, nachts auf Gebäude und Plätze zu zeichnen und verbreitete seine Figuren vorerst anonym in ganz Zürich. Trotz eines ausgesetzten Kopfgeldes von 3.000 CHF blieb Naegelis Identität lange unentdeckt, aber letztlich wurde er im Juni 1979 eines Nachts von einem Zivilpolizisten ertappt, denn Naegeli hatte beim Sprayen seine Brille verloren und war zurückgegangen, um sie zu suchen.

### Anzeigen und Verurteilung
Naegeli stand 1981 vor einem Zürcher Gericht und wurde wegen wiederholter Sachbeschädigung mit einer hohen Geldstrafe und neun Monaten Haft bestraft – von einem Richter, der ein Exempel statuieren wollte, wie der WDR-Journalist Hubert Maessen im deutschen Radio vom Prozess berichtete. Der Vollstreckung des Urteils entzog Naegeli sich durch eine Flucht aus der Schweiz nach Deutschland. Es erging ein internationaler Haftbefehl und er wurde am 28. August 1983 verhaftet.
«Die Entrüstung über die Kriminalisierung des Schweizer Künstlers war international.» Ungeachtet der Intervention und zum Entsetzen zahlreicher Künstler, Schriftsteller und Politiker, unter ihnen Max Frisch, Friedrich Dürrenmatt und Joseph Beuys, sowie einer von Naegeli selbst eingereichten Beschwerde bei der Europäischen Menschenrechtskommission, wurde Naegeli nach einer Entscheidung des deutschen Bundesverfassungsgerichts am 24. April 1984 an sein Heimatland ausgeliefert und verurteilt. Im Gefängnis entstanden einige Keramiken mit den bekannten Naegeli-Figuren; Naegeli hielt sich nicht an die Gestaltungsvorgaben der Haftanstalt. Nach sechs Monaten Gefängnisstrafe, davon einige Wochen in Einzelhaft, wurde Naegeli aus der Strafanstalt Wauwilermoos entlassen.

### Fotogalerie «Graffiti an den Säulen unter der Rheinkniebrücke Düsseldorf»

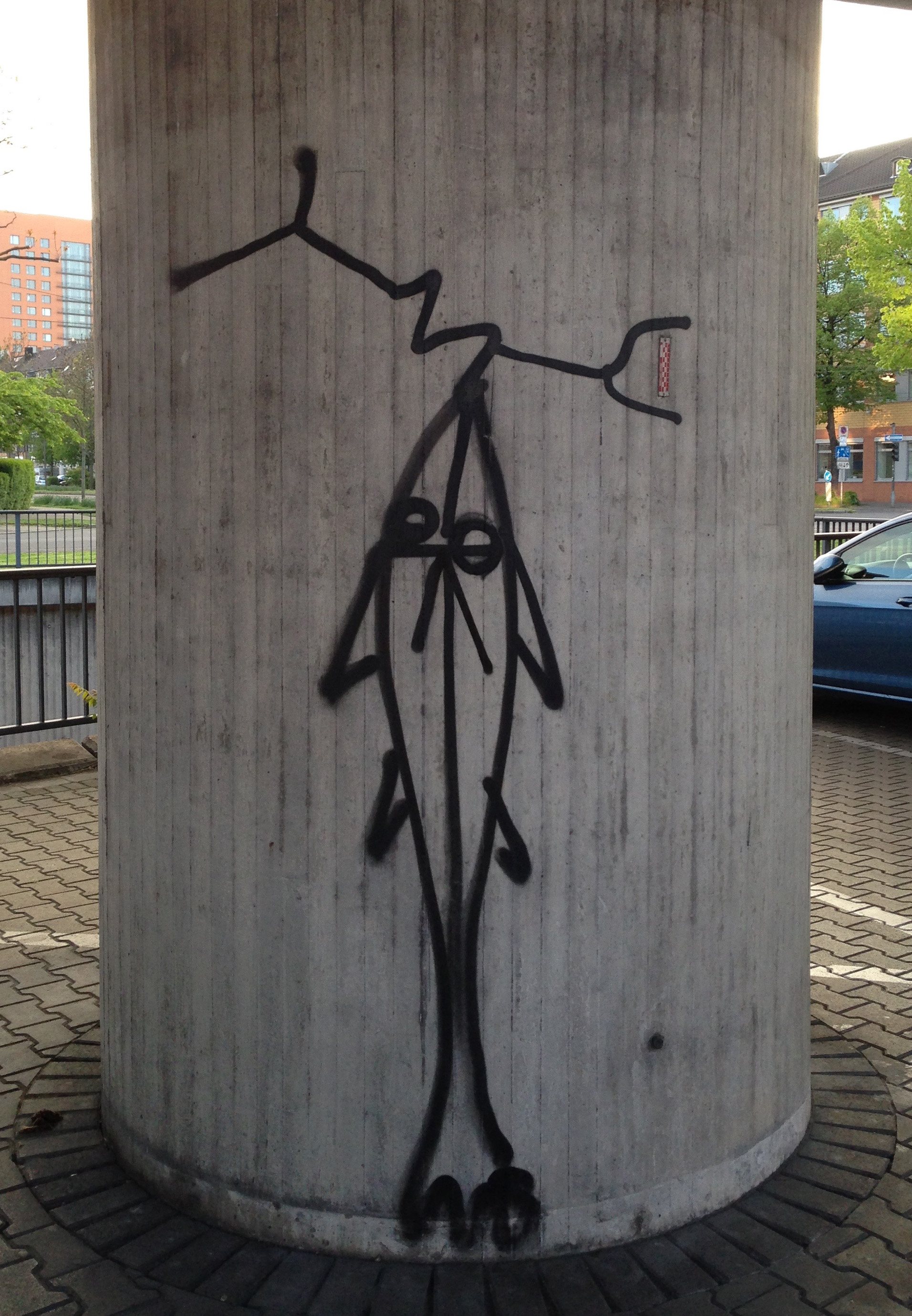
Säule unter Rheinkniebrücke, Parkplatz Neusser Straße, Düsseldorf
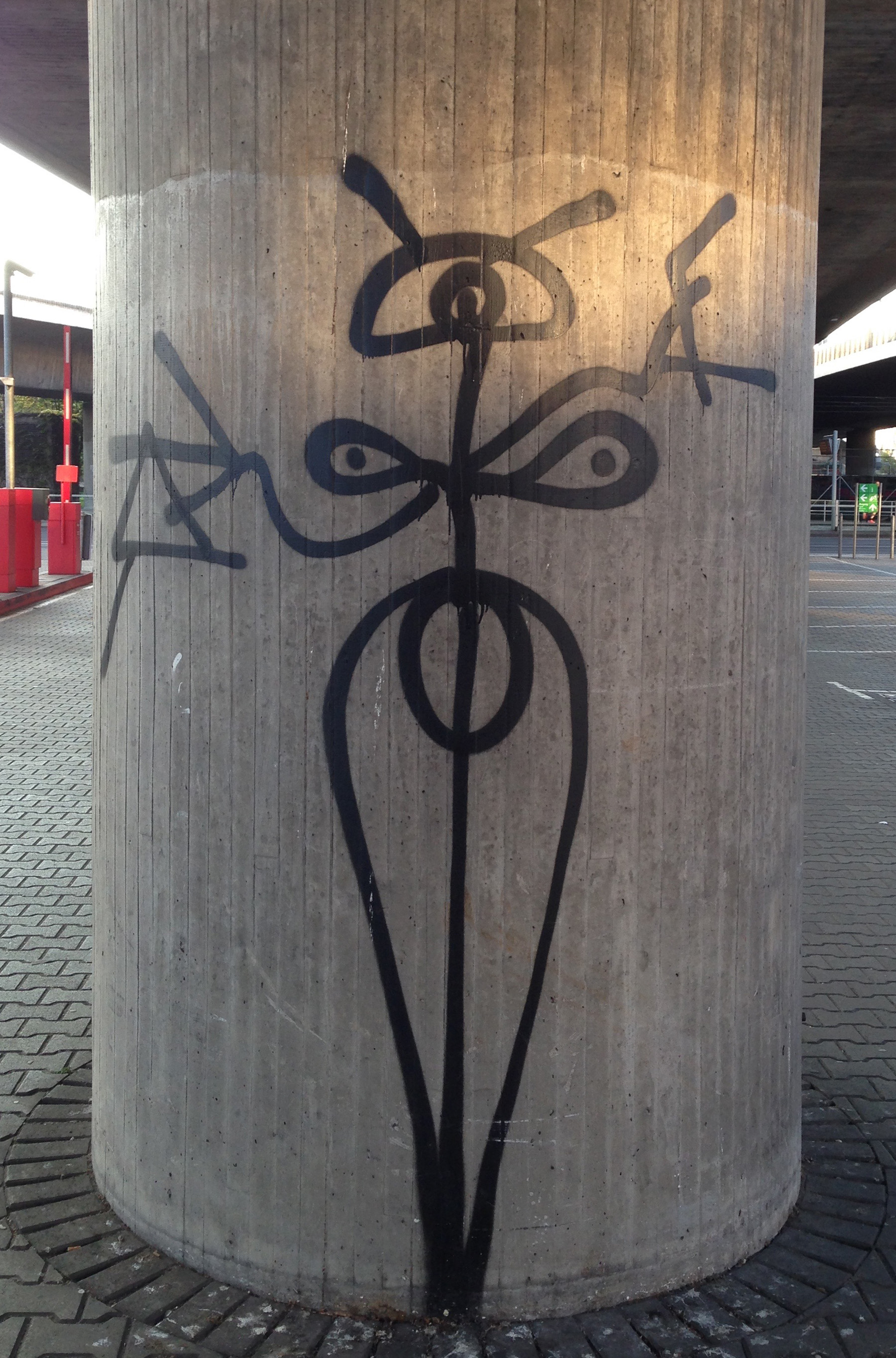
Säule unter Rheinkniebrücke, Parkplatz Neusser Straße, Düsseldorf
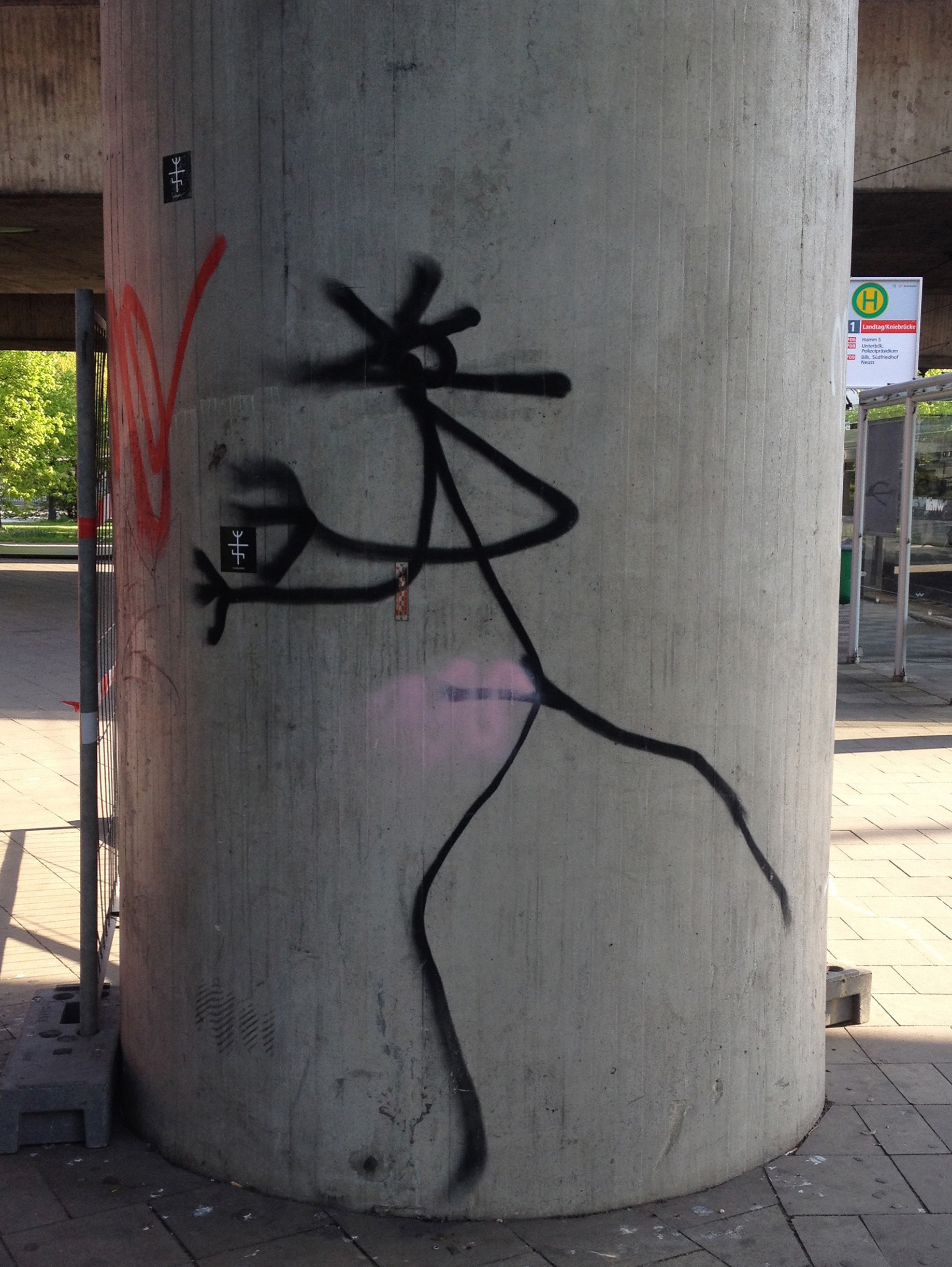
Säule Rheinkniebrücke, Haltestelle Landtag-Kniebrücke
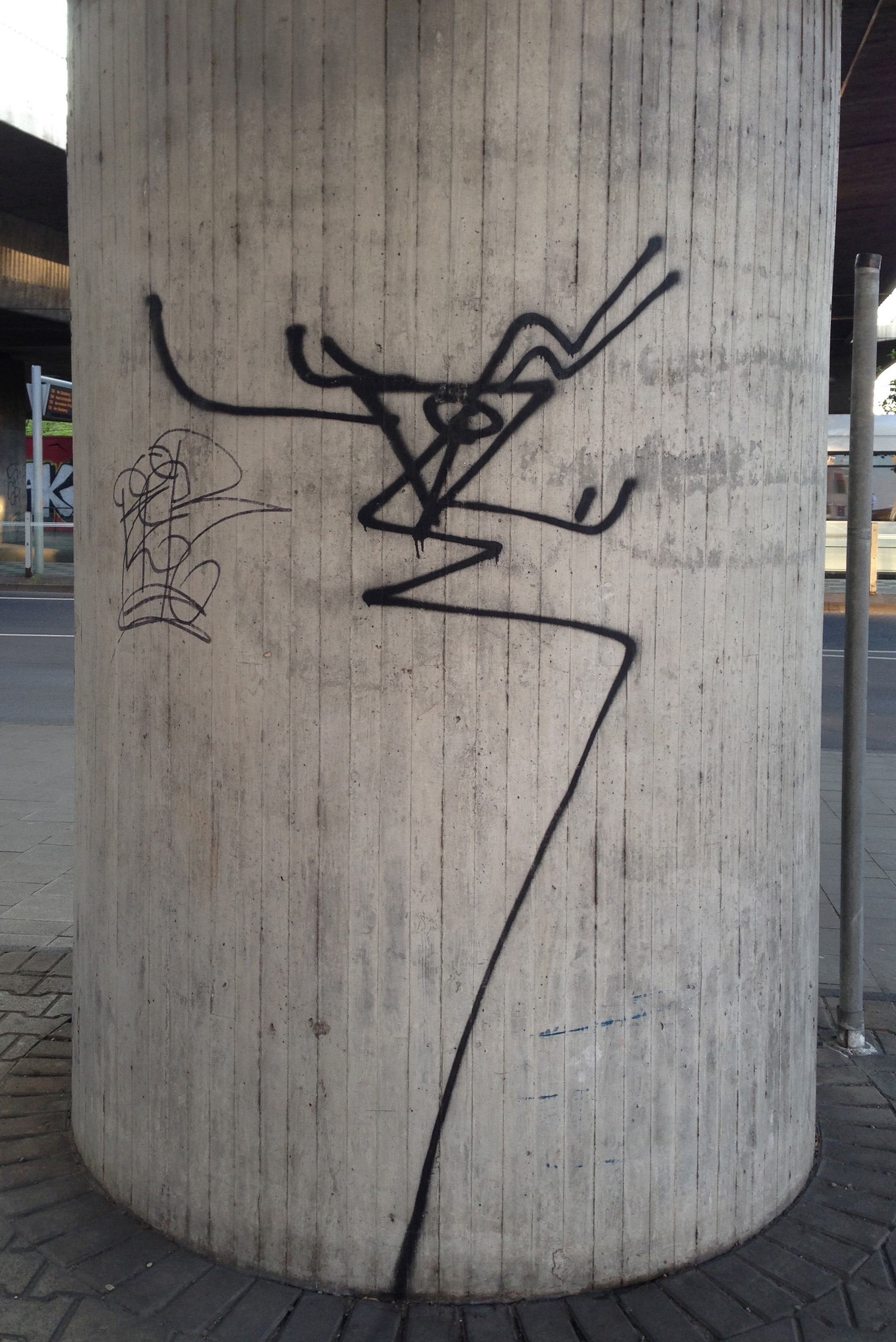
Säule unter Rheinkniebrücke, Parkplatz Neusser Straße, Düsseldorf
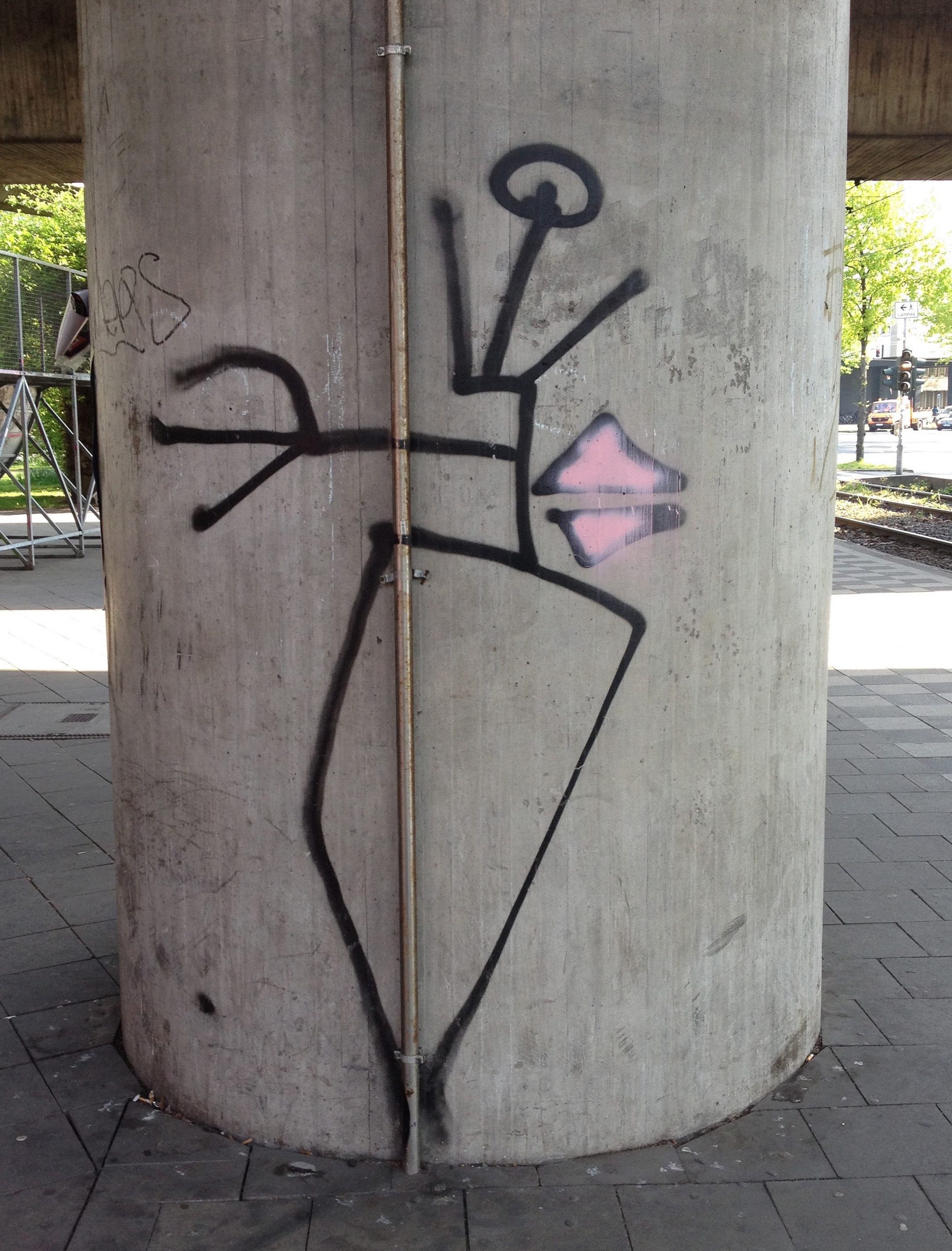
Säule Rheinkniebrücke, Haltestelle Landtag-Kniebrücke, Düsseldorf
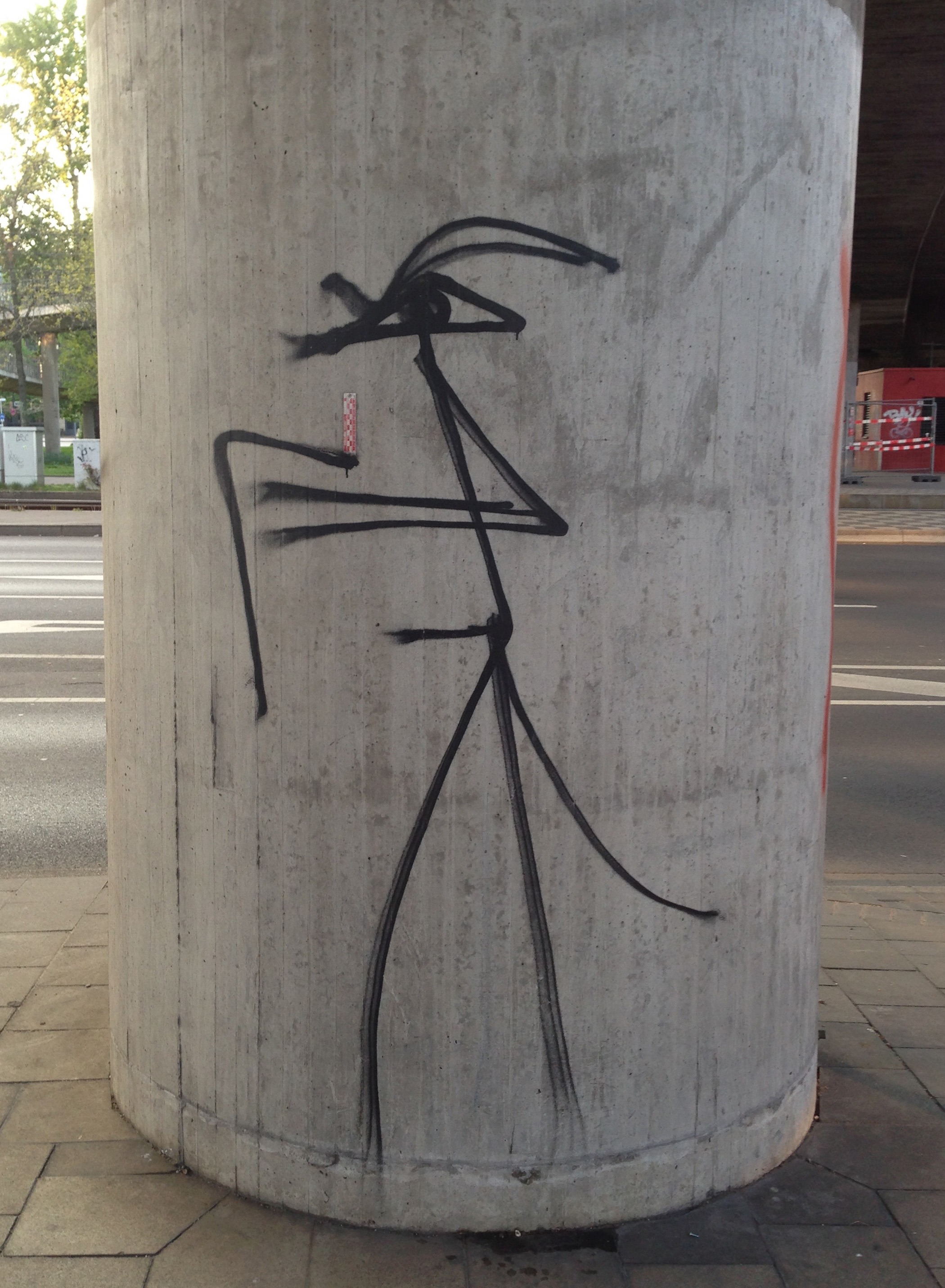
Säule unter Rheinkniebrücke, Parkplatz Neusser Straße, Düsseldorf

### Weiteres Leben
Nach seiner Entlassung zog Naegeli aus politischen Gründen wieder nach Düsseldorf, unter anderem wohl wegen der damit verbundenen Nähe zu Joseph Beuys. Naegeli sprayte weiter. Darüber hinaus erarbeitete er ein zeichnerisches Werk auf Papier, die sogenannten «Partikelzeichnungen». Dabei stehen die Bewegung und die Reduktion des Konkreten im Vordergrund. Neben klassischeren Arbeiten, bei denen die Natur oft eine Rolle spielt, entstanden grosse gegenstandslose «Urwolken» als Tuschezeichnungen, an denen der Künstler oft monatelang arbeitet.

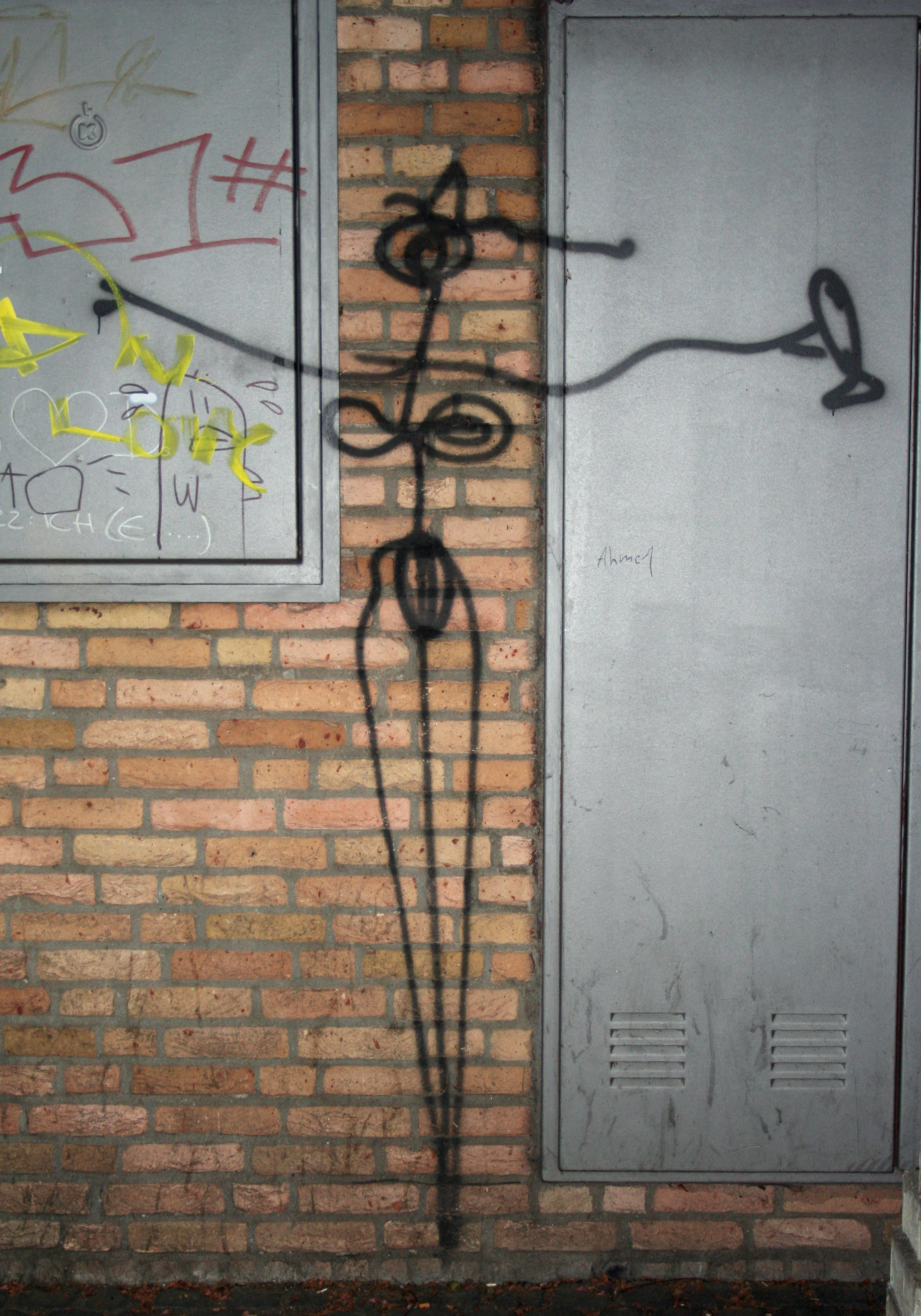
Fischfrau, Düsseldorf, circa 1996

In Zusammenarbeit mit dem Wiener Komponisten Karlheinz Essl entwickelte Harald Naegeli zwischen 1991 und 1993 das Performance-Projekt «Partikel-Bewegungen», bei dem er in Galerien und Museen sehr reduzierte Sprayaktionen auf Acrylglasplatten durchführte, die von Musik begleitet wurden.
Im Wintersemester 1998/99 präsentierte die Graphische Sammlung am Kunsthistorischen Institut der Eberhard Karls Universität Tübingen erstmals die bis dahin fast unbekannten Radierungen des Künstlers aus den Jahren 1989 bis 1998. All seine Radierungen gingen daraufhin als Schenkung Harald Naegelis in den Besitz dieser Graphischen Sammlung über und werden vom Museum der Universität Tübingen MUT verwaltet. Vom 6. Juni bis 19. Juli 2002 zeigte die Graphische Sammlung als Beitrag zum Universitäts-Jubiläumsjahr eine Ausstellung mit Zeichnungen. Die grossformatigen Federzeichnungen im Kontext der sogenannten «Urwolke» spielen eine herausragende Rolle im Werk des Künstlers. Inhaltlich ging es Naegeli dabei um seine zeichnerische Utopie des kosmischen Raumes. Die filigranen Zeichnungen entstanden über Monate und manchmal auch Jahre. Die einzelnen Schritte der Entstehung wurden auf den Rückseiten der Zeichnungen genau vermerkt.
Harald Naegeli ist Mitglied im Deutschen Künstlerbund. Er gehörte 2003 zu den 40 Teilnehmern der DKB-Projektausstellung Herbarium der Blicke, die in der Bundeskunsthalle in Bonn gezeigt wurde.
Ab Dezember 2018 schuf Naegeli in den beiden Türmen des Zürcher Grossmünsters einen auf vier Jahre geplanten sichtbaren Totentanz. Er erstellte das entfernbare Werk ohne Honorar. Das Werk konnte allerdings nicht vollendet werden, da die in einem Vertrag vorgesehene Fläche für die Intentionen des Künstlers zu klein war.
Auch 2019 wurde er in Düsseldorf zur Wiedergutmachung von Graffitischäden verpflichtet, ein Verfahren wegen Sachbeschädigung wurde eingestellt. Anfang Dezember 2019 kündigte Naegeli an, Düsseldorf verlassen und wieder in Zürich leben zu wollen: «Meine Lebenszeit und meine Zeit hier ist abgelaufen […] Ich will wieder zurück an meinen Ursprung». Er kehrte im März 2020 nach Zürich zurück in die Jugendstilwohnung im Haus in Zürich Hottingen, das er von seinem Vater geerbt hatte, und setzte den in den Grossmünster-Türmen begonnenen Totentanz in der ganzen Stadt fort; dabei entstanden von April bis Juni gegen 50 Zeichnungen. Während das Kunsthaus Zürich und der Kanton eine Strafanzeige wegen Sachbeschädigung erhoben, zeichnete die Stadt Zürich den 80-jährigen Naegeli mit dem Kunstpreis der Stadt Zürich 2020 aus.
Anlässlich seines 85-jährigen Geburtstags würdigten den Künstler zahlreiche Medien mit einem Porträtbeitrag.

## Werke und Werkgruppen
Laut der Schätzung von Sonja Helfer umfasst das gesamte gesprayte Werk von Harald Naegeli in Zürich etwa 6000 bis 7000 Figuren, von denen noch etwa 60 bis 70 erhalten sind, darunter sehr viele an der ETH, insbesondere weil sie dort vor Witterung und der Öffentlichkeit geschützt sind. Es beinhaltet ein Repertoire von zahlreichen Fantasiefiguren wie männliche und weibliche Gestalten, Fische, Flamingos, Riesenvögel und andere Tiere, Sensenmänner, tanzende Skelette mit Totenköpfen, einäugige Geschöpfe sowie weitere Fabelwesen und Kreaturen. Oftmals spielen die Figuren an den Wänden auch mit den Gegebenheiten vor Ort, scheinen sich an einer Verkehrstafel, einer Lampe oder einem Fenster festzuhalten, einem Abwasserrohr zu entspringen, einen Feuerlöscher zu bedienen oder sich an einem Geländer abzustützen. Neben den Spuren, die Naegeli auf Häuserfassaden und Betonwänden in Form von Sprayfiguren hinterlassen hat, kommen Originalzeichnungen sowie limitierte Druckgrafiken und Radierungen hinzu.

### Werke in Zürcher Parkhäusern

#### Parkgarage der ETH Zürich
In der Zeit von 1978 bis 2019 entstanden rund 37 Werke an den Wänden in der Parkgarage der ETH Zürich. Es handelt sich um die umfangreichste Gruppe an Sprayfiguren im öffentlichen Raum. Bereits Ende der 1970er Jahre hatten rund 4000 Menschen eine Petition für den Erhalt der Spray-Kunst an der ETH unterschrieben.

#### Weitere Parkgaragen
Auch im Parkhaus Urania gab es Mitte der 1980er-Jahre ein vielfältiges Figurenkabinett sowie im Parkhaus Jelmoli, im Sihlquai und im Parkhaus Hohe Promenade, wo Naegeli Dutzende seiner Figuren vor allem im Treppenhaus sprayte. Deren drei sind heute konserviert und als Original-Graffiti noch immer zu sehen.

### Totentanz-Zyklen
Ab den 1980er Jahren, beginnend in Köln, sprühte Naegeli seine Totentanz-Zyklen. Diese sind inspiriert von spätmittelalterlichen beziehungsweise frühneuzeitlichen Motiven, etwa dem Basler Totentanz oder dem Totentanz von Hans Holbein dem Jüngeren, die als Symbole der Vergänglichkeit an die Sterblichkeit des Menschen gemahnen. 2021 wurden vier verschiedene Totentänze von Naegeli unterschieden. Mit seiner Sprayaktion der beiden tanzenden Skelette auf der Insel Ufenau 2022 kam ein fünfter hinzu.

#### Kölner Totentanz

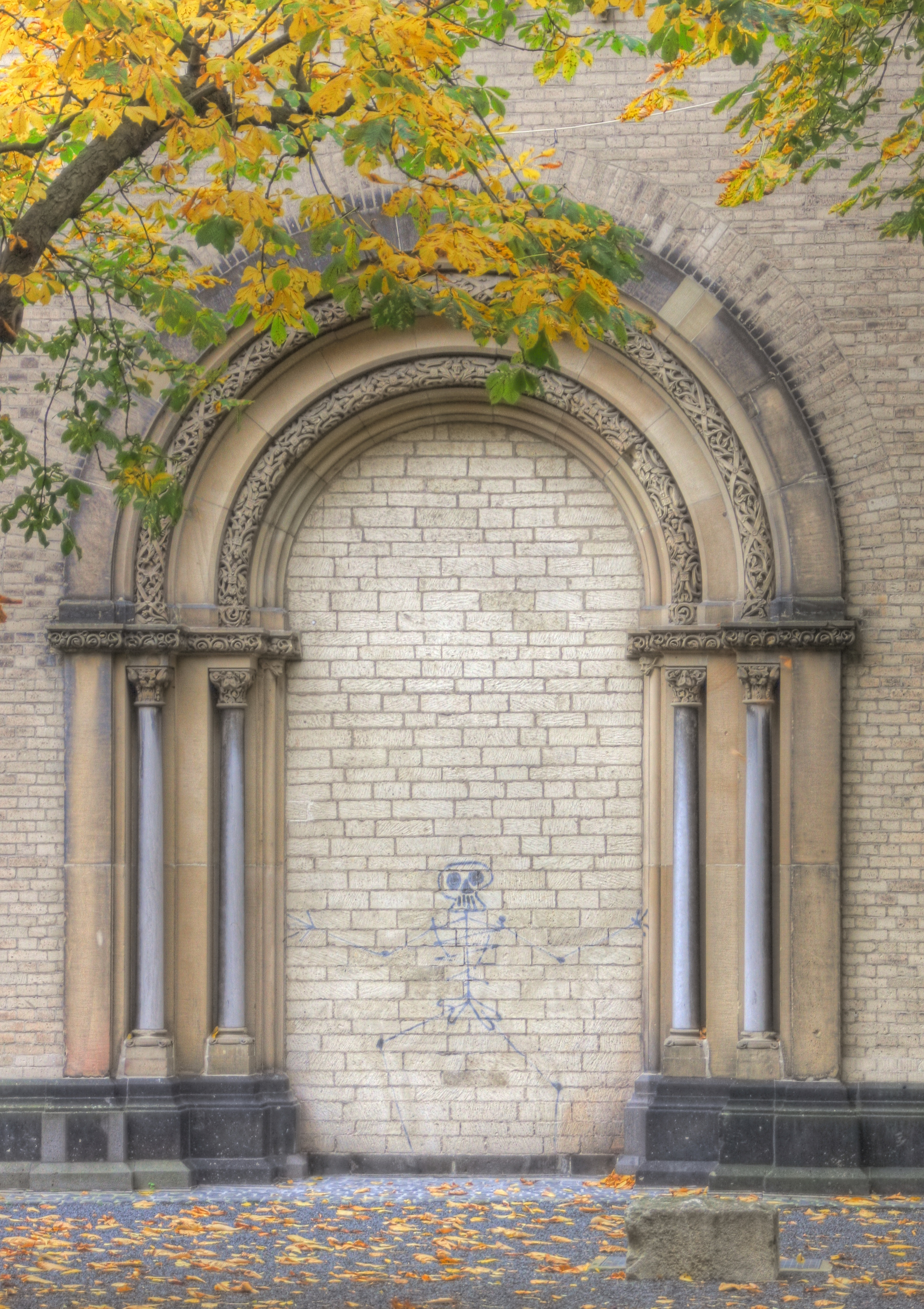
Der Totentanz an der Westfassade von St. Cäcilien, Köln, Aufnahme 2010

Um 1980/81, nachdem Naegeli sich der Schweizer Strafverfolgung durch Ausreise ins Rheinland entzogen hatte, wechselte er in Köln von seinen bisherigen Sprayfiguren zu dem Motiv des Totengerippes, stilisierte Sensenmänner, die unter dem Namen Totentanz-Zyklus bekannt wurden. Sie erschienen auf Betonpfeilern, an Wänden von Parkdecks, Fabrikruinen und öffentlichen Bauwerken und wurden zum grössten Teil sehr schnell wieder beseitigt. Die Serie wurde als Kölner Totentanz bekannt. Das einzige erhaltene, früh als Kunst akzeptierte und auch regelmässig restaurierte Exemplar eines tanzenden Skeletts befindet sich am zugemauerten Westportal der romanischen Basilika St. Cäcilien, die auch das Museum Schnütgen beherbergt. Im September 2024 wurde es von Mitarbeitenden der Kölner Abfallwirtschaftsbetriebe (AWB) versehentlich fast vollständig beseitigt, soll jedoch wiederhergestellt werden.

#### «Totentanz der Fische» entlang des Rheins
Bereits in Zürich hatte sich Naegeli mit Fischmotiven beschäftigt, zu denen er einen biografischen Bezug hatte – seine Mutter stammt aus einer Fischerfamilie – und dessen Symbolik ihn beschäftigte. Nach dem Sandoz-Grossbrand im November 1986, bei dem die Kontaminierung des Rheins ein Fischsterben und eine Rotfärbung des Flusswassers ausgelöst hatte, wollte Naegeli – dem Natur- und Tierschutz am Herzen lag – ein Zeichen setzen. Er sprühte auf einer Strecke von etwa 100 Kilometern auf Brückenpfeilern Fische mit Totenköpfen auf dem Bauch, die senkrecht aus dem giftigen Wasser zu springen schienen.

#### «Totentanz der Fische» in Venedig
Auf die Wasserverschmutzung durch Kreuzfahrtschiffe und die Industrie in Mestre in Venedig reagierte Naegeli 1987 mit einem weiteren Totentanz der Fische. Die Zeichnungen wurden nicht entfernt und erfuhren – eingereiht  «in den Kanon anderer Graffiti» – eine natürliche Alterung.

#### Totentanzzyklus beim Treppenaufgang der Kirchtürme des Grossmünsters
Ab Ende 2018 erreichte Naegeli nach vierzehn Jahren Vorbereitungszeit, verbunden mit entsprechenden Diskussionen, in den beiden Türmen der Kirche Grossmünster neue Skelette sprühen zu dürfen. Da er geringfügig über den ihm zugestandenen «Perimeter» hinaus gearbeitet hatte, wurde vom damaligen kantonalen Baudirektor Markus Kägi eine Weiterführung nicht genehmigt, und die Arbeit blieb ein Fragment. Die Sprayfiguren im Karlsturm sind öffentlich zugänglich, diejenigen im Glockenturm nur im Rahmen von speziellen Führungen.

#### Zürcher Totentanz
Während der COVID-19-Pandemie und den Ausgangsbeschränkungen im Frühjahr 2020 erschienen etwa 50 Totentanz-Skelette an verschiedenen Orten der Stadt, von denen die meisten schnell wieder entfernt wurden. Ein am Kunsthaus Zürich – auf der Wand des Moserbaus hinter Rodins Höllentor – gesprühtes Skelett wurde beseitigt und Strafanzeige wegen Sachbeschädigung gestellt, später jedoch wieder zurückgezogen. Beim grossen Totentanz auf Zürichs Mauern habe er sich von der düsteren Novelle «Die Pest in Bergamo» des dänischen Dichters Jens Peter Jacobsen inspirieren lassen, gab Naegeli gegenüber dem Historiker Bernd Roeck preis. Seine Skelette seien aber heiter und schön. Der muntere Knochenmann hinter Rodins Höllentor sei am Ostermontag 2020, also nach dem Fest, das an die Auferstehung der Toten erinnert, entstanden.
Seitens der Stadt Zürich wurde auf Empfehlung von städtischen Kunstsachverständigen der Arbeitsgruppe Kunst im öffentlichen Raum entschieden, sieben verbliebene Exemplare des Zürcher Totentanzes zu erhalten. Die bekannteste Totentanz-Figur auf dem Sockel des Waldmann-Denkmals wurde im September 2020 von einer unbekannten Privatperson entfernt. Der «Sensenmann» am Theater am Hechtplatz zählt zu den wenigen verbleibenden Zeugen für diesen Werkzyklus.

#### Fotogalerie «Zürcher Totentanz»

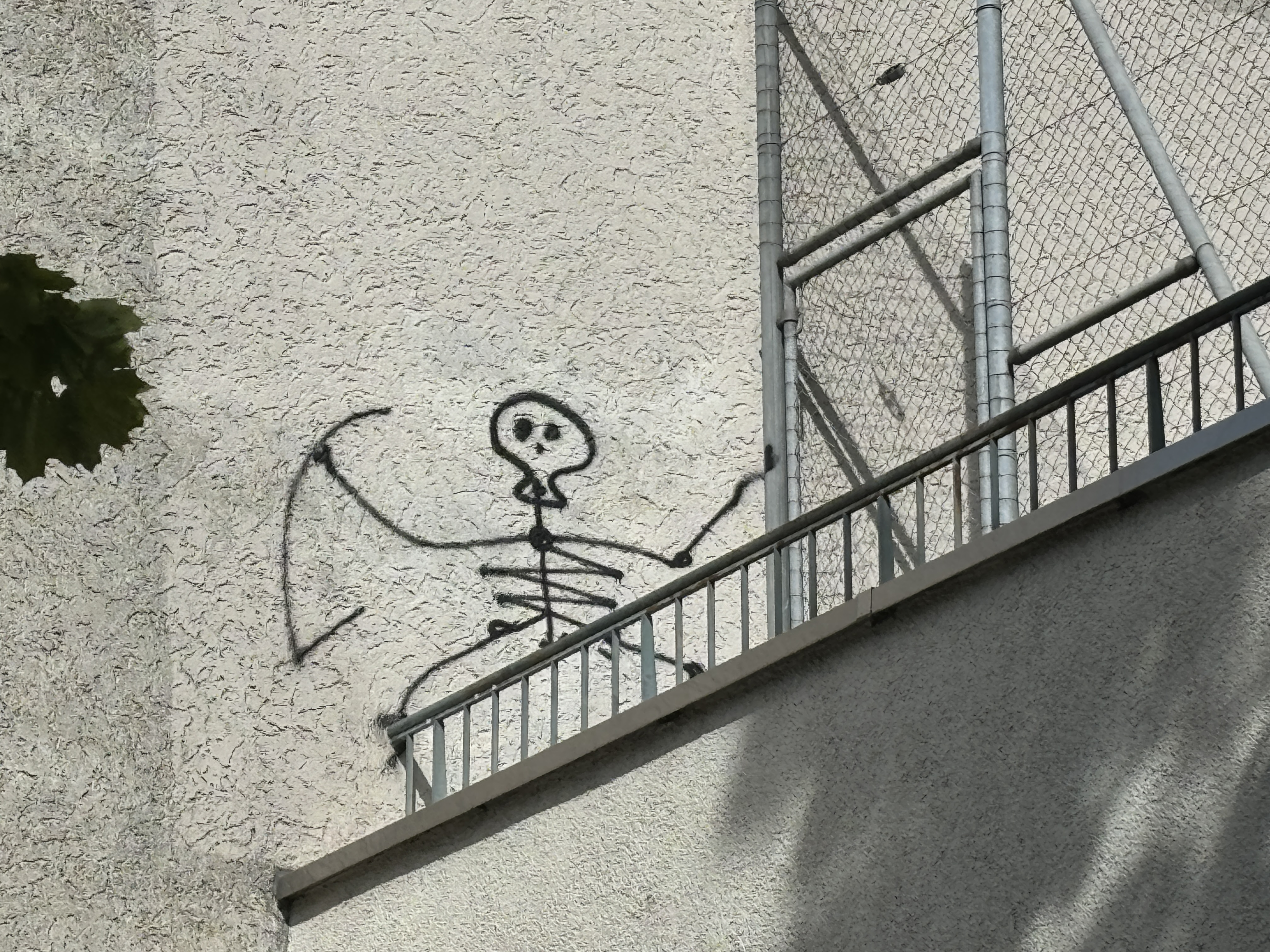
Totentanz, Turnhalle Rämibühl, Treppenaufgang
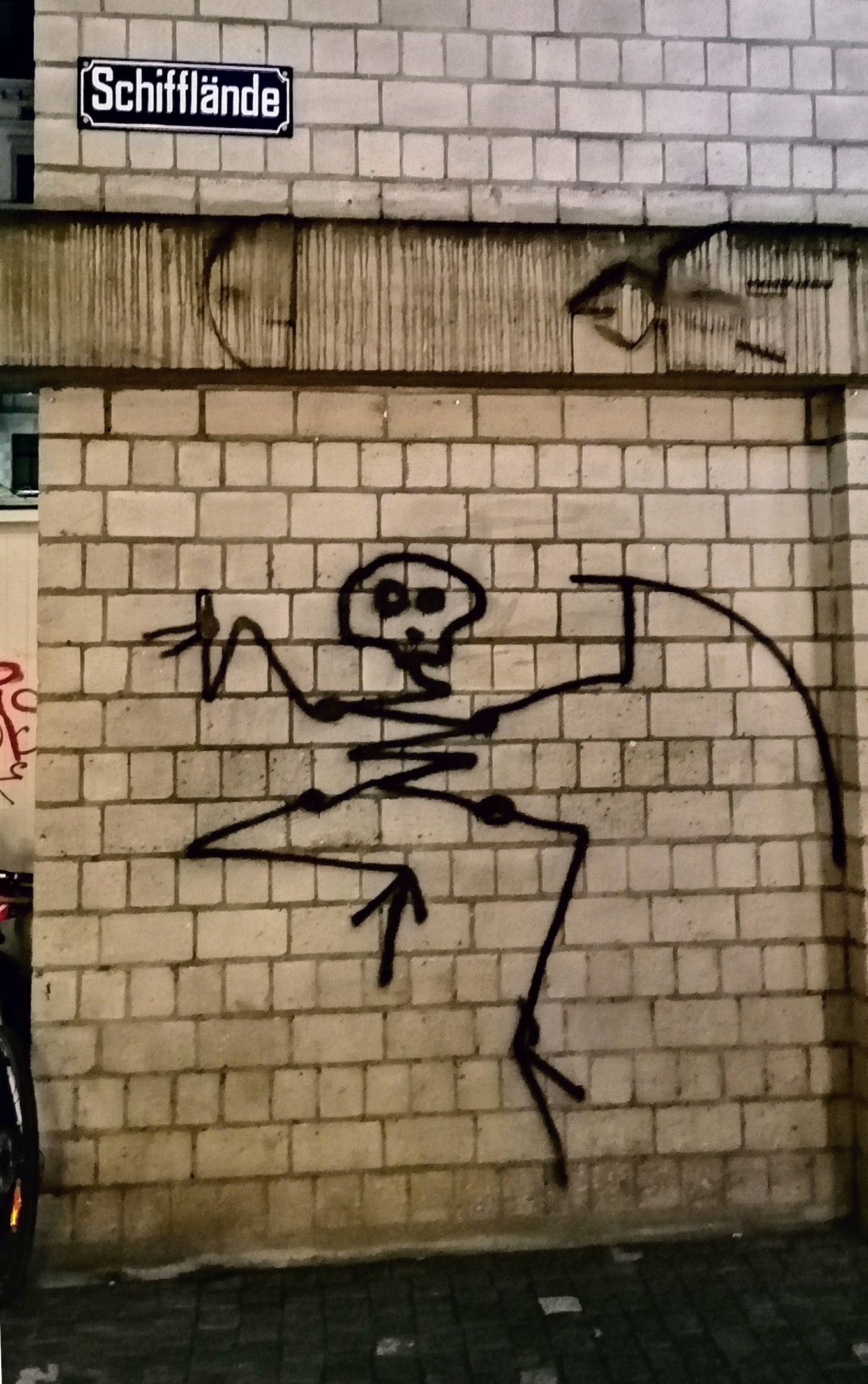
«Sensenmann» am Theater am Hechtplatz, Fassade Rückseite an der Schifflände, Werkzyklus Totentanz, Zürich, 2020
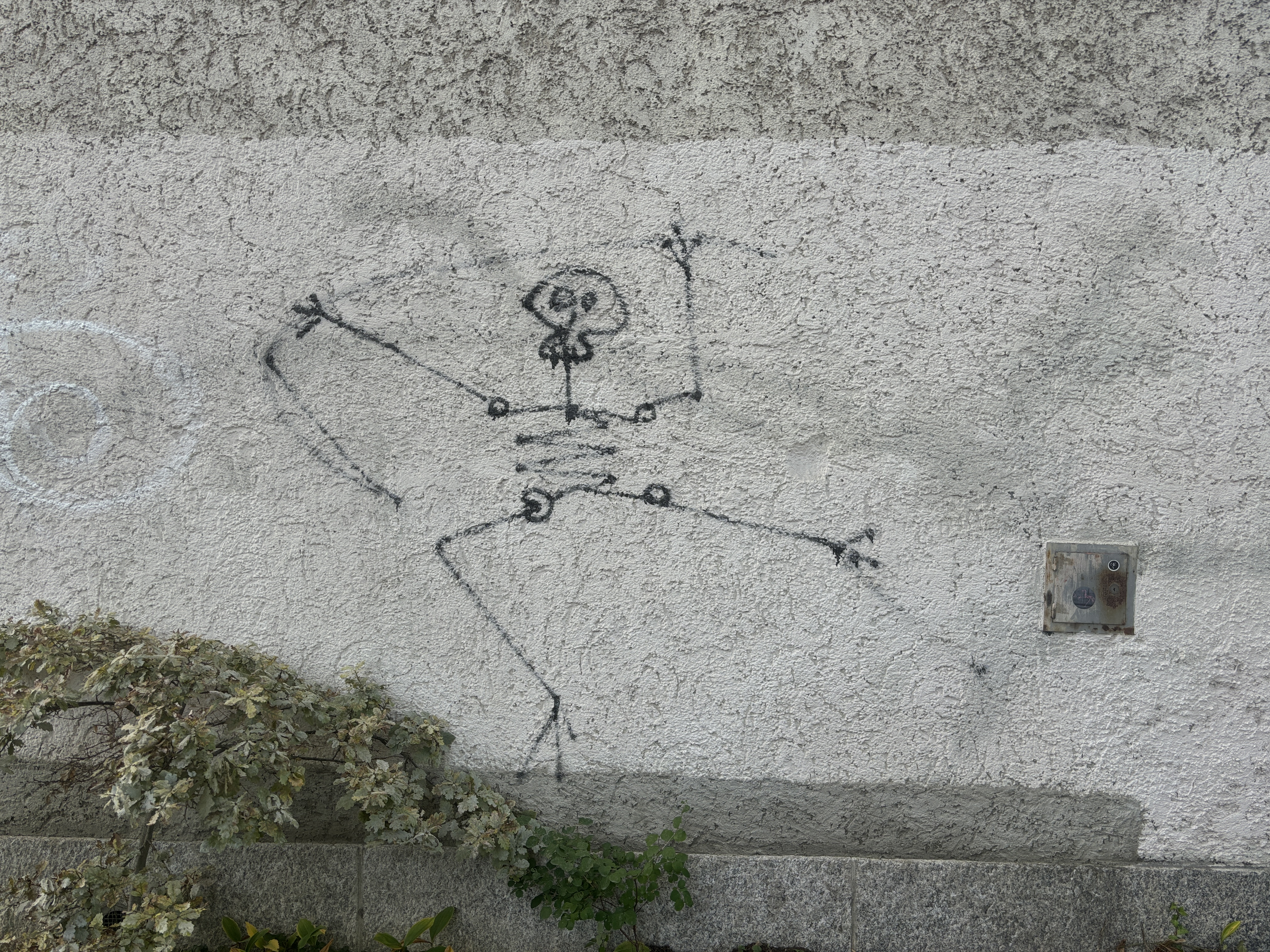
Totentanz, Turnhalle des Gymnasium Rämibühl in Zürich

#### Ufenauer Totentanz
Auf der Fassade des Beinhauses der Ufnauer Kirche St. Peter und Paul sprayte Harald Nägeli 2022 kurz vor der Eröffnung seiner Ausstellung des Bilderzyklus Dämonie aus dem Unbewussten, 37 Werke, entstanden zwischen 2014 und 2018, die er in der Kapelle St. Martin präsentierte, zwei tanzende Skelette, die sich am Fensterchen festzuhalten scheinen, das den Blick ins Innere der Beinkammer freigibt. So kam die Insel, die zum Kloster Einsiedeln gehört, zu ihrem Ufnauer Totentanz.

## Bedeutung der Street Art-Werke als schützenswerte Kunstbestände
Zu seiner Zeit wurde Naegelis Tat noch als rebellisch und anarchisch gewertet, während seine Streetart heute in der Kunstwelt als anerkannter und geschätzter künstlerischer Eingriff in die Alltagswelt gesehen wird. Schon damals und noch heute erregten und erregen Werke an öffentlichen Gebäuden und Wänden als Bildträger allgemeine Aufmerksamkeit und entfachen kontroverse Diskussionen. Besonders für Hausbesitzer und etablierte Künstler ist der alternative Charakter der illegalen Kunst nach wie vor in einem gewissen Sinn provozierend, laut Ulrich Blanché «ein urbanes Statement gegen kommerziell erzeugten Massengeschmack und bürgerlichen common sense […], das anarchistisch-kreative Denkanstöße gibt», würden Graffiti und Street Art als autonome und nicht kommerzielle Kunst ihren Anreiz und Charakter verlieren, wenn sie mit offizieller Genehmigung ausgeführt werden würden.

### Restaurierungen und Rehabilitierung
- Eine besonders anmutige Sprayfigur, der weibliche Wassergeist Undine, der sich an der Fassade des Deutschen Seminars der Universität Zürich in der Schönberggasse befindet, liess der Kanton Zürich 2004 restaurieren und konservieren.[50] Unter der Leitung des Hochbauamtes der Baudirektion des Kantons Zürich wurde es mit einem Schutzlack behandelt und gesichert.[51] Das illegal entstandene Graffito sprayte Naegeli 1978 an die Betonwand des damaligen Physikinstituts. Nach einem Umbau 1995 stufte die kantonale Baudirektion diese Sprayerei als erhaltenswert ein und schützte sie mit einer Holzabdeckung. Mit der Konservierung von Undine, rehabilitiert der Kanton Zürich Harald Naegeli und bezeichnet seine «Schmiererei» als Kunst und Naegeli als Künstler.

- Im Parkhaus Jelmoli in Zürich sind drei Figuren von Naegeli zu sehen, die im Rahmen der Sanierungsarbeiten 2008 bis 2009 restauriert und so erhalten blieben.[52]

- Der Stadtrat von Zürich beschloss 2020, die Werke Naegelis, die in den 1970er Jahren in städtischen Parkhäusern entstanden sind, in den städtischen Kunstbestand aufzunehmen.[53]

- 2021 wurde die Parkgarage der ETH Zürich umfassend saniert. Die Kommission Kunst am Bau der ETH Zürich erkannte die Bedeutung dieser künstlerischen Position und entschied sich, alle Werke auf bestehenbleibenden Wänden zu erhalten.[54] Zusätzlich wurden in einem speziellen Restaurationsverfahren drei Graffiti abgetragen und in die «Bestände der Baukultur ETH Zürich» aufgenommen.[55] 22 Sprayfiguren sind in der Garage erhalten geblieben und zählen heute zum Inventar des eidgenössischen Kunstbestands.

### Fotogalerie «Sprayfiguren in der Parkgarage der ETH Zürich»

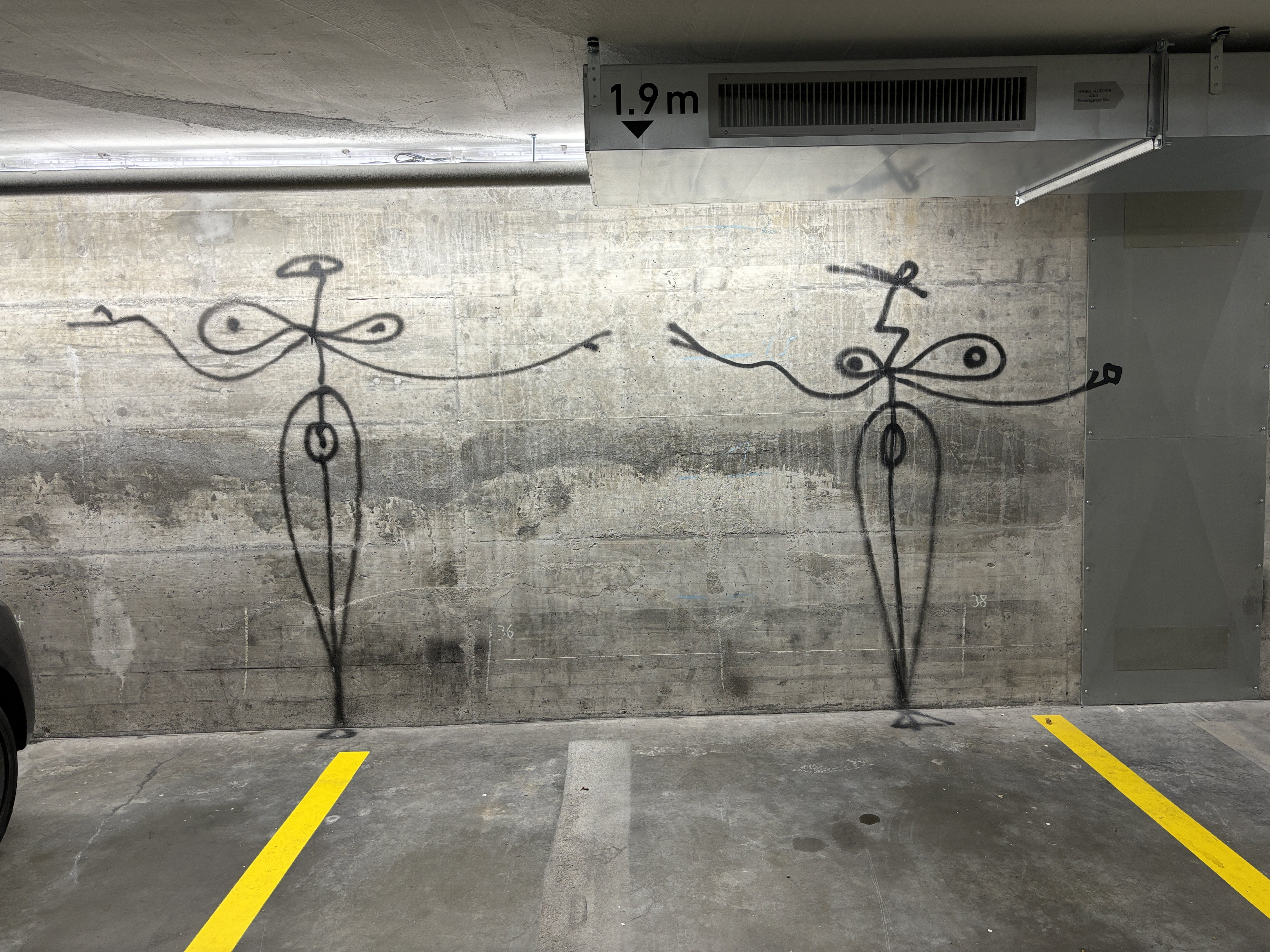
Zwei Frauenfiguren
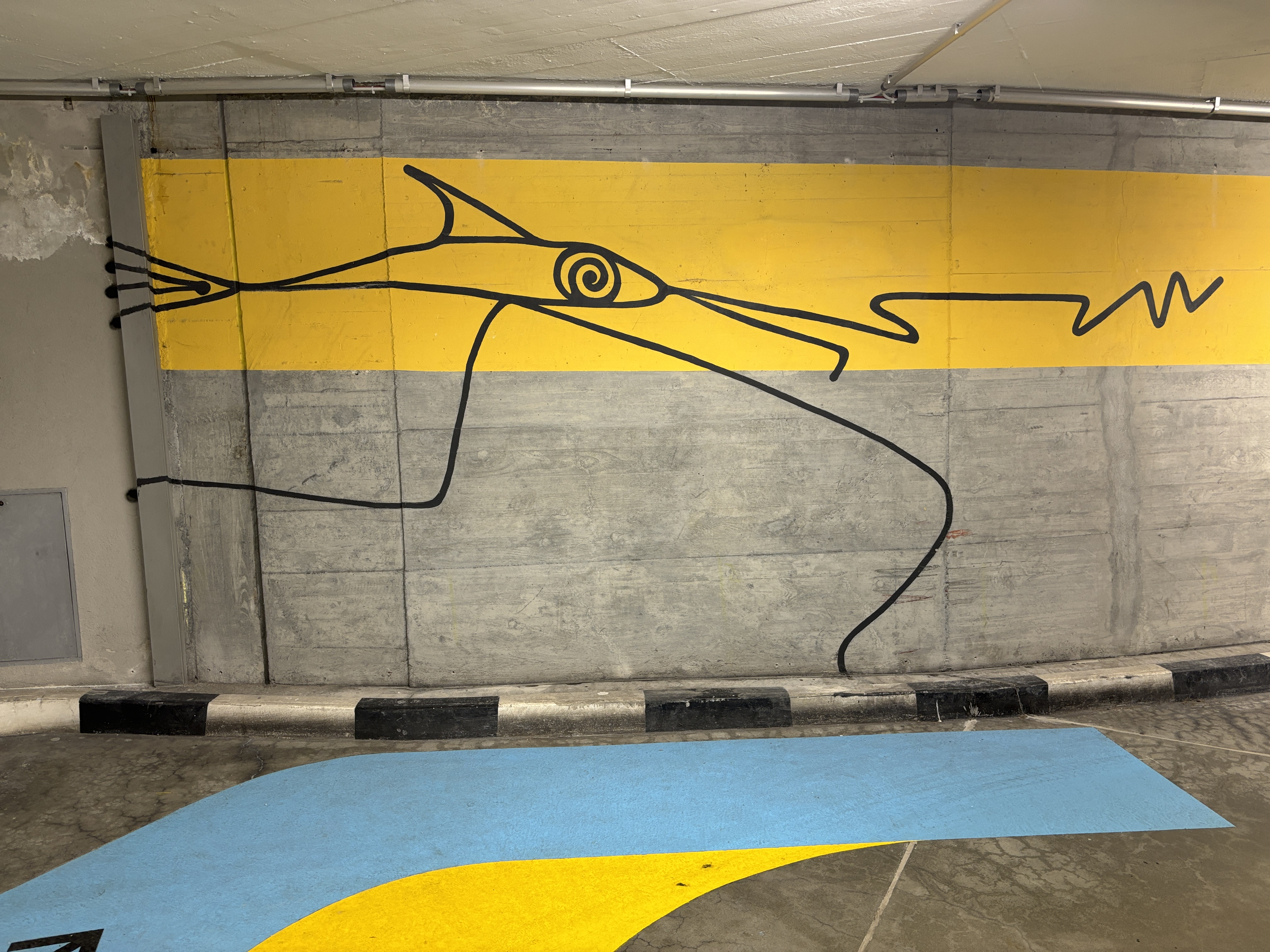
Fisch
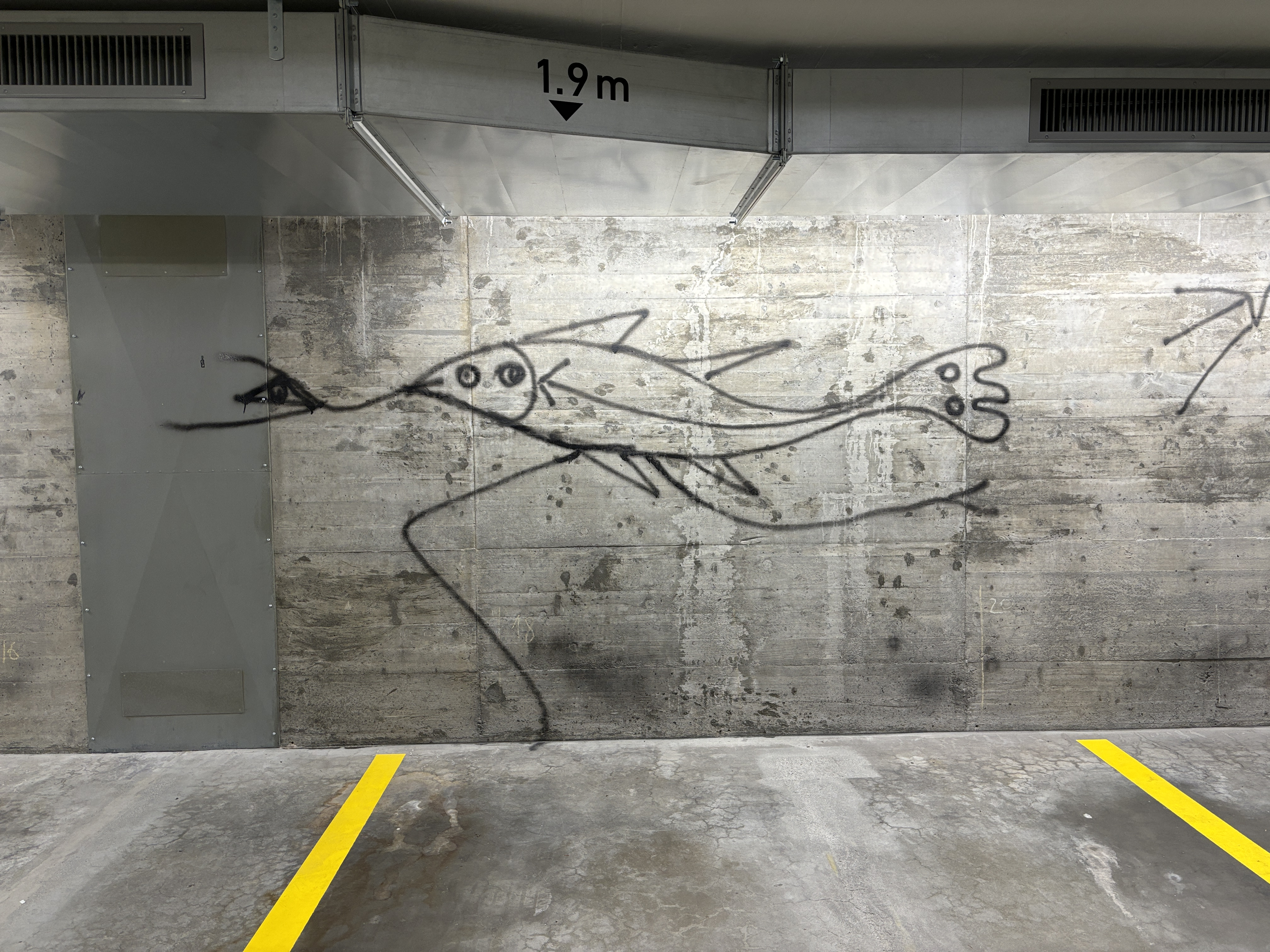
Fisch
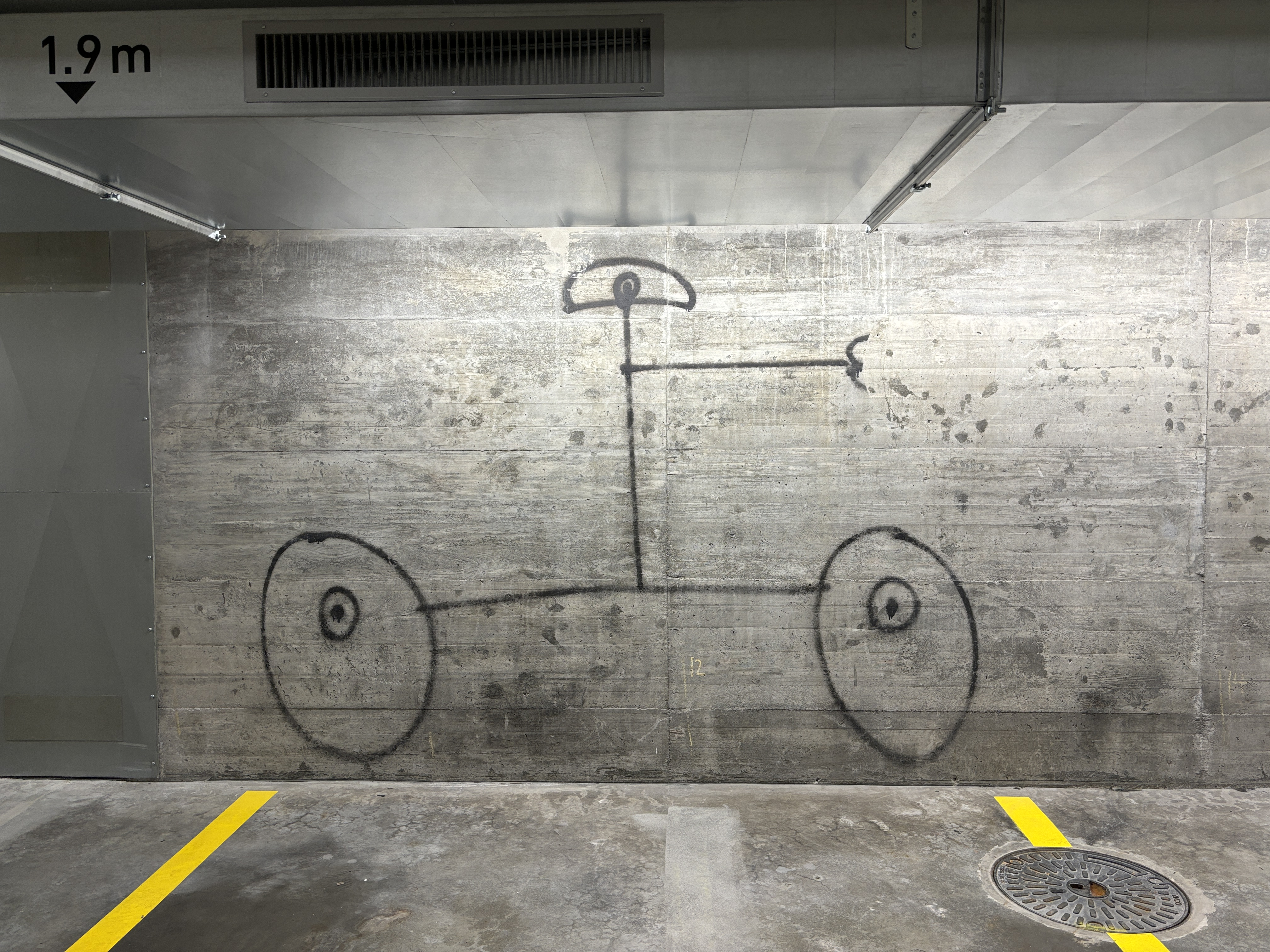
Figur mit Rädern
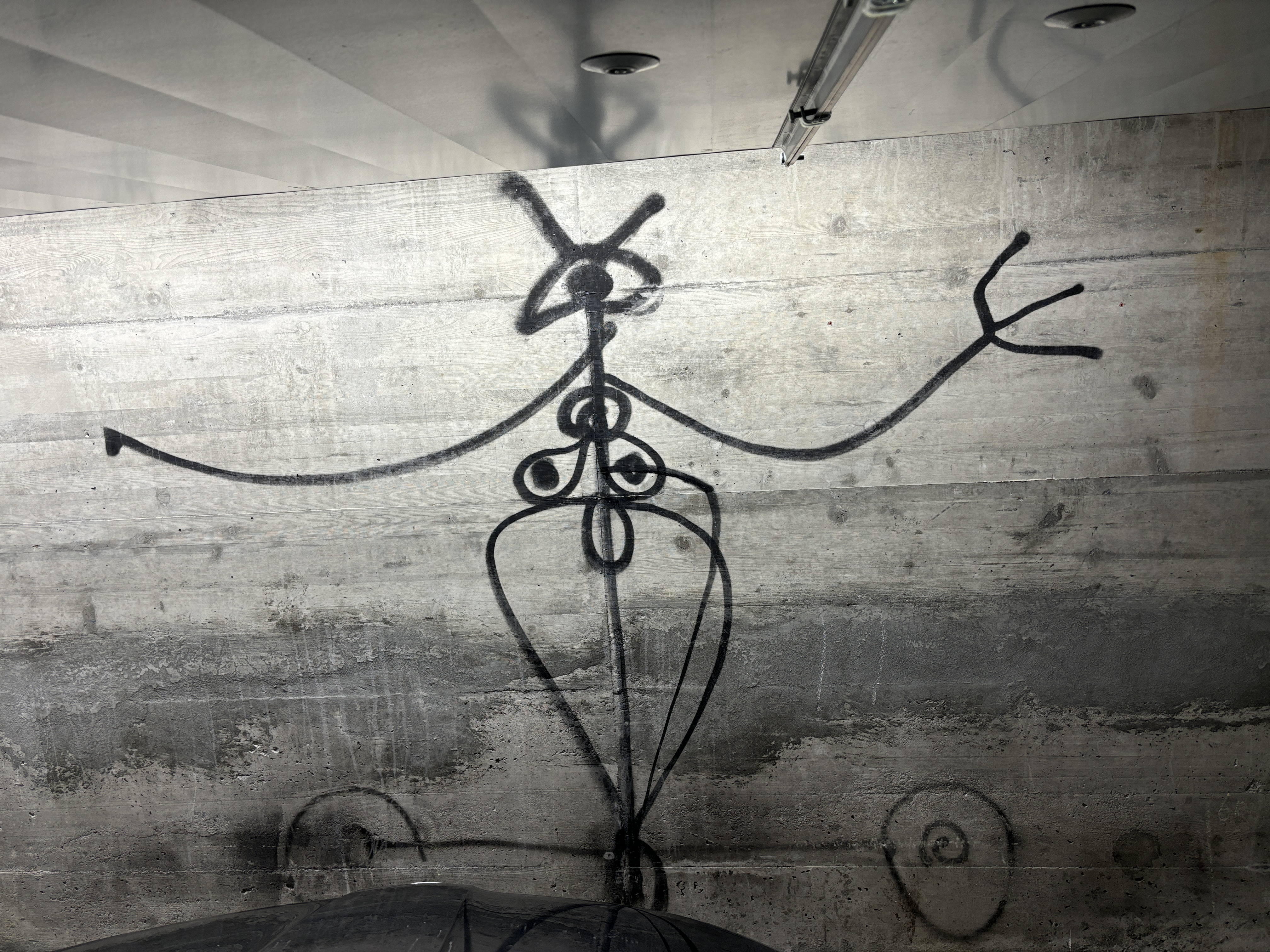
Frauenfigur
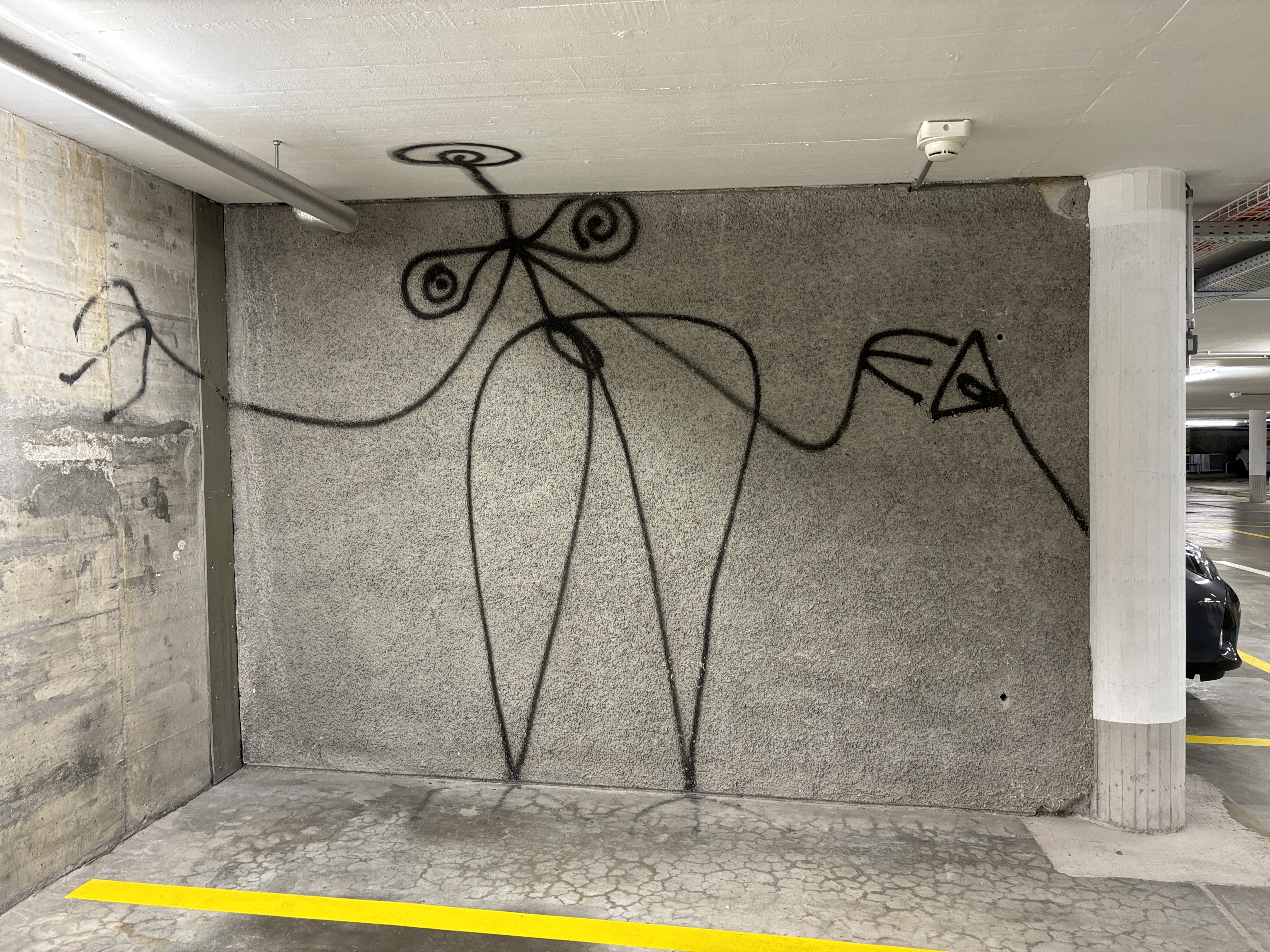
Frauenfigur

## Harald Naegeli Stiftung
Im Sommer 2021 gründete der Künstler die Harald Naegeli Stiftung, die sein Werk pflegen und für die Öffentlichkeit zugänglich machen soll. Ausserdem engagiert sich die Stiftung für Natur- und Tierschutzprojekte.

### Engagements für Natur- und Artenschutz
Zoo Zürich 

Für den Zürcher Zoo liess Naegeli ein Poster mit einem Flamingo anfertigen. Das handsignierte und auf 150 Exemplare limitierte Poster zeigt den unverkennbaren Stil des Künstlers und ist exklusiv im Zooshop erhältlich. Aus dem Verkaufserlös geht ein direkter Beitrag zugunsten des Naturschutz und Artenschutzes.
 Vogelwarte Sempach 

Originalwerke aus den Jahren 1996 bis 2023 konnten exklusiv in der Vogelwarte Sempach erworben werden, welche mit dem Kauf der Werke unterstützt wurde.

## Ausstellungen (Auswahl)
- 2025: Harald Naegeli – Zeichnungen eines Sprayers. Bilker Bunker, 13. Februar – 2. April[60]
- 2025: Harald Naegeli, im Rahmen der Reihe «Kunst im Lehmbau», Schweizerische Vogelwarte Sempach
- 2022: Harald Naegeli – Ungehorsam. Galerie aKonzept und Raphaël Levy, Berlin, 30. April – 04. Juni[61]
- 2022: Harald Naegeli – Graffiti im Museum!? Musée Visionnaire, Zürich, 31. August – 16. Oktober[62]
- 2022: Dämonie aus dem Unbewussten. Kapelle St. Martin, Art Ufnau, Insel Ufnau, 13. Mai – Oktober[63][48] Harald Naegeli in Köln – Sprayer und Zeichner, Sonderausstellung im Museum Schnütgen, 2022

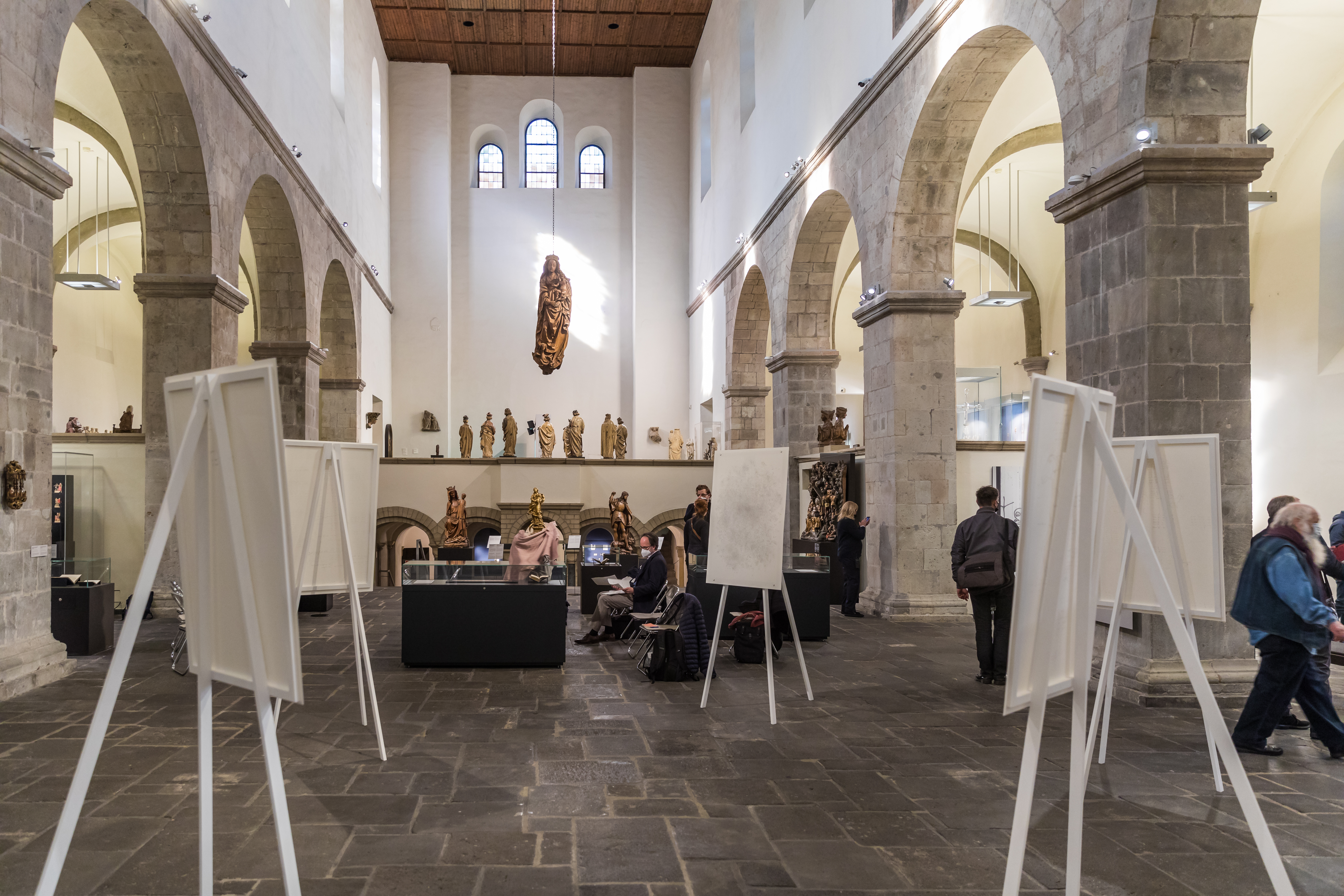
Harald Naegeli in Köln – Sprayer und Zeichner, Sonderausstellung im Museum Schnütgen, 2022

- 2022: Harald Naegeli in Köln – Sprayer und Zeichner. Museum Schnütgen, Köln, 9. März – 12. Juni[64]
- 2021: Harald Naegeli – der bekannte Unbekannte. Musée Visionnaire, Zürich, 3. März – 19. Dezember[65]
- 2016: Harald Naegeli – der Prozess. Stadtmuseum Düsseldorf, 26. August 2016 – 1. Januar 2017[66]
- 2014: Aus dem Punkt in die Linie zum Raum – Landschaften – Urwolke – Tiere. Stadtmuseum Siegburg, 18. Oktober – 7. Dezember[67]
- 2014: Zeichnen im Raum. Kunsthalle der Europäischen Kunstakademie (EKA) Trier, 16. Januar – 14. Februar[68]
- 2000: Harald Naegeli: Vom Sprayen zur Utopie der Urwolke. Galerie Carzaniga + Ueker, Basel, 21. September – 29. Oktober
- 1999: Die Utopie der Urwolke. Leopold-Hoesch-Museum Düren, 31. Oktober – 5. Dezember.
- 1998/1999: Harald Naegeli. Raumbewegungen, Ludwig Museum im Deutschherrenhaus, 27. November 1998 – 31. Januar 1999
- 1998: Harald Naegeli Raumwolken. Sprengel Museum Hannover, 9. Juni – 23. August
- 1993: Harald Naegeli - Sprayperformance, Farbbewegung im Raum, Partikelzeichnungen. Kunsthaus Zürich, 12.–28. Februar[69]
- 1990: Harald Naegeli, Zeichnung. Graphische Sammlung Staatsgalerie Stuttgart, 5. Oktober – 18. November
- 1990: Harald Naegeli, Zeichnung. Kunstmuseum Düsseldorf, vom 14. Juli – 26. August

## Filme/Dokumentationen
- Harald Naegeli – der Sprayer von Zürich ein Dokumentarfilm von Nathalie David (2021)[70][71]
- Harald Naegeli in der ETH-Garage – Living Archive von Evelyn Steigbügel (2021)[72]
- Graffiti in Frankfurt - Auf den Spuren der Graffiti-Kultur (Boris Penth, Red.: Beate Veldtrup, 1984)[73]
- Der Sprayer von Zürich eine Dokumentation von Thomas Schmitt (Köln, 1982, digitalisiert 2011, 29:47 Min.)[74]

## Auszeichnung und Würdigung
- 2020: Kunstpreis der Stadt Zürich[53]
- 2024: Sonderbriefmarke mit Sprayzeichnung Laufendes Auge, Schweizerische Post[75]

## Rezeption
«Über den hohen künstlerischen Wert von Naegelis Figuren herrscht heute Einigkeit», so die Einschätzung von Sandor Benini. Auch nach mehr als 40 Jahren seit seinen ersten Interventionen nicht gesetzeskonformer Zeichen 1977 an Zürcher Betonwänden und Hausfassaden polarisiert Harald Naegeli. Der Umgang mit Werk und Person sei widersprüchlich und paradox, meint Anna-Barbara Neumann, die Geschäftsleiterin der Harald-Naegeli-Stiftung. 2020 habe er den Zürcher Kunstpreis erhalten und zeitgleich seien vom Kunsthaus und von Seiten des Kantons Strafanzeigen wegen Sachbeschädigung eingegangen.

## Zitat
«Was mich an Naegelis Graffiti von jeher fasziniert hat, ist: Die in Sekunden aufgesprühten Figuren sind – wie alle gute Kunst – absolut originell. Ihr Autor bot, als er Ende der 1970er Jahre mit der Inszenierung seiner subversiven Sprayerei begann, etwas Neues. Seine Handschrift ist unverkennbar. Er zeigt seinem Publikum niemals nur ein paar Striche, Punkte und Rundungen, vielmehr jeweils ganz unverkennbar einen ‹Naegeli›.»

## Reminiszenz
- Die Ballade vom Sprayer. Lied von Sophie Hunger

## Veröffentlichungen (Auswahl)
- Mein Revoltieren, meine Spraybomben, mein Aufstand mit Poesie. Dokumentation von Fotos, Zeichnungen und Texten, ausgewählt und zusammengestellt vom Zürcher Sprayer. Benteli, Bern 1979, ISBN 3-7165-0337-1.
- etwas zur straßenkultur. In: Helga Schuchardt, Björn Engholm, Michael Müller (Hrsg.): Kultur im Alltag. Neue Formen der kommunalen Kulturpolitik. VSA-Verlag, Hamburg 1985, ISBN 3-87975-313-X, S. 119–123.
- Der Sprayer in Venedig. Fotos von Kirsten Klöckner und Harald Naegeli. Herausgegeben von Klaus Staeck. Steidl, Göttingen 1991, ISBN 3-88243-195-4.
- Wolkenpost. Diogenes Verlag, Zürich 2021, ISBN 978-3-257-02176-9.
- Zürcher Totentanz. Mit Beiträgen von Barbara Basting, Urs Bühler, Bernhard Echte, u. a. Nimbus Verlag, Wädenswil 2022, ISBN 978-3-03850-088-9.